# Schloss Ludwigslust

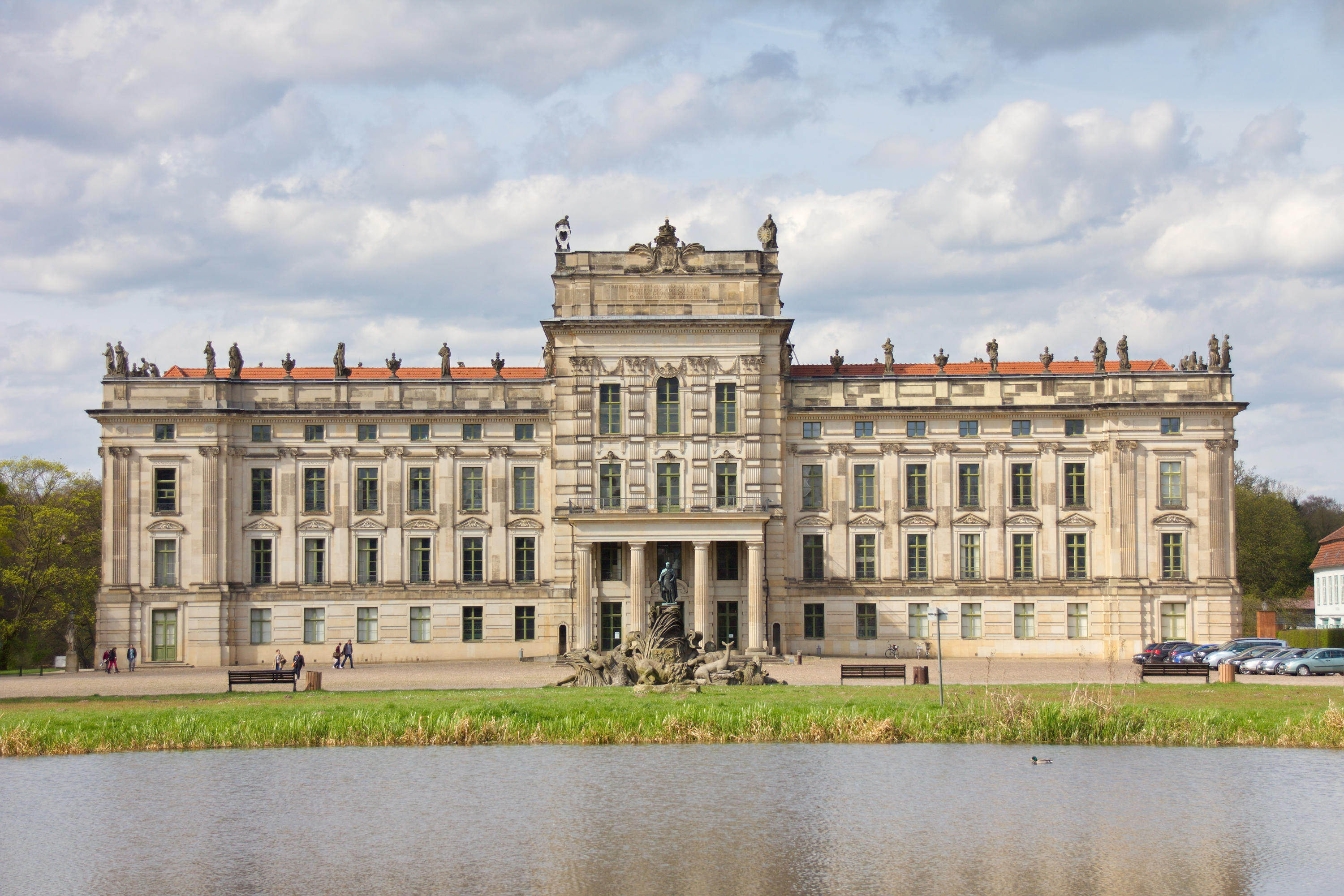
Schloss Ludwigslust

Schloss Ludwigslust ist eine ehemalige Residenz der Herzöge und Großherzöge von Mecklenburg-Schwerin am Schlossplatz in Ludwigslust. Die klassizistische Dreiflügelanlage wurde 1772 bis 1776 durch Herzog Friedrich von Johann Joachim Busch erbaut. Hervorzuheben sind der Jagdsaal, der Goldene Saal und die Bildergalerie. Zum Ensemble gehören auch der Schlosspark, die Kaskade und die Stadtkirche.

## Geschichte

### Jagdschloss

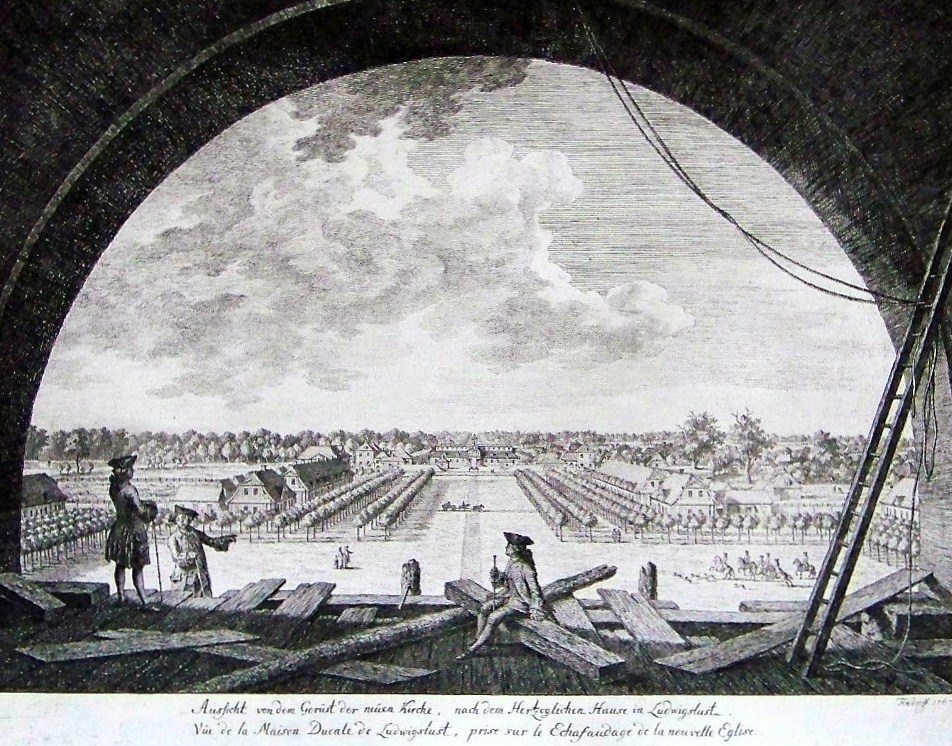
Blick von der neuen Schlosskirche zum alten Jagdschloss, Stich von Findorff, 1767

Schloss und Park Ludwigslust befinden sich in der gleichnamigen Stadt im südwestlichen Mecklenburg-Vorpommern. Der spätere Residenzort Ludwigslust geht auf ein im 14. Jahrhundert erstmals erwähntes Gutsdorf namens Klenow oder auch Kleinow zurück, das Herzog Friedrich Wilhelm I. 1708 als Apanage seinem jüngeren Bruder Christian Ludwig II. überschrieb. Der im benachbarten Grabow residierende Prinz plante 1721 erstmals einen Jagdsitz in der wildreichen Gegend um Klenow. Nachdem das Grabower Schloss im Juni 1725 bei einem Stadtbrand zerstört worden war, schritten die Ausbaupläne für Klenow voran, scheiterten in ihrer Umsetzung jedoch vorerst an einem Streit mit dem mittlerweile regierenden Herzog Karl Leopold. Dieser war als mittlerer der drei überlebenden Brüder 1713 dem kinderlosen Friedrich Wilhelm I. auf den Thron gefolgt und verlangte, den Bau des Jagdsitzes einzustellen, den er als Affront gegen sich betrachtete. Bereits begonnene Bauteile mussten auf seine Weisung wieder abgetragen werden. Karl Leopold hatte sich einige Jahre zuvor während des Großen Nordischen Krieges mit dem Kaiser überworfen, was 1728 nach weiteren Willkürakten auch in seinem Herrschaftsgebiet selbst zu seiner Amtsenthebung durch den Reichshofrat führte. Der Bau in Klenow konnte dadurch für den nunmehr eingesetzten Christian Ludwig ab 1731 fortgesetzt werden, die Baustelle stand zunächst unter dem Schutz kaiserlicher Soldaten. Als Baumeister für den neuen Jagdsitz beauftragte Herzog Christian Ludwig den vermutlich aus dem Hannoverschen stammenden Architekten Johann Friedrich Künnecke, der in jener Zeit für den Grafen Hans Caspar von Bothmer das im Nordwesten Mecklenburgs gelegene Schloss Bothmer errichtete. Der Neubau in Klenow diente vorerst nur als Jagdhaus des nach dem Grabower Brand im Neustädter Schloss residierenden Christian Ludwig, wurde aber in den folgenden Jahren umgestaltet.
Künnecke erbaute 1731–1735 das erste Jagdschloss für Christian Ludwig II. Es handelte sich um einen eingeschossigen Fachwerkbau mit fünfzehn Fensterachsen, die mittleren drei Achsen waren zu einem zweigeschossigen Risaliten erhöht. Östlich und westlich des Bauwerks schlossen sich niedrige, rechtwinklige Seitenflügel an, die in zweigeschossigen Pavillons endeten und gemeinsam mit dem Hauptgebäude einen breiten Ehrenhof umschlossen. In der Grundgestalt ähnelte das Jagdschloss dem ebenfalls von Künnecke erbauten Schloss Bothmer, die schlichte Bauweise in Fachwerk dagegen entsprach anderen mecklenburgischen Jagdsitzen, wie den späteren Schlössern Friedrichsthal und Friedrichsmoor. Ab 1748 ließ der Herzog durch den Schweriner Hofarchitekten Jean Laurent Legeay den Französischen Garten erweitern. 1752/1753 erweiterte der französische Architekt Jean Laurent Legeay den Jagdsitz mit einem Altan und einem Uhrenturm, dessen Uhrwerk nach dem Abbruch des alten Jagdhauses in das an der Schlossstraße liegende Hotel de Weimar gelangte. Unter der Herrschaft Herzog Friedrichs erwies sich das Schloss zunehmend als baufällig, von Busch vorgestellte Entwürfe für einen weiteren Umbau fanden keine Berücksichtigung. Der zeitweise am Mecklenburger Hof weilende englische Gelehrte Thomas Nugent beschrieb das Jagdhaus 1766 in einem seiner Reisebriefe: „Am Gebäude selbst ist, weil es nie zu einer Residenz bestimmt war, nicht die mindeste Pracht; es ist nur ein Stockwerk hoch und hat zwei Flügel, die von den Hofdamen und Hofkavalieren bewohnt werden […] Indessen sind freilich alle diese Zimmer für die Durchl. Herrschaften viel zu klein; der Herzog will auch an diesem seinen Lieblingsort bald einen prächtigen Palast bauen lassen.“ Im Jahr 1754 ließ der Herzog in den Mecklenburgischen Nachrichten den neuen Namen des Jagdschlosses verkünden:

„Am Mittwoch, 21. August, erhuben sich Ihro Herzogliche Durchlaucht unser gnädigster Landesherr mit der ganzen fürstlichen Familie und dem größesten Teil Dero Hofstaats nach Kleinow, und befohlen an selbigem Tage, dass ersagter Ort von nun an und für die Zukunft Ludwigs-Lust genannt werden solle!“

### Residenzschloss

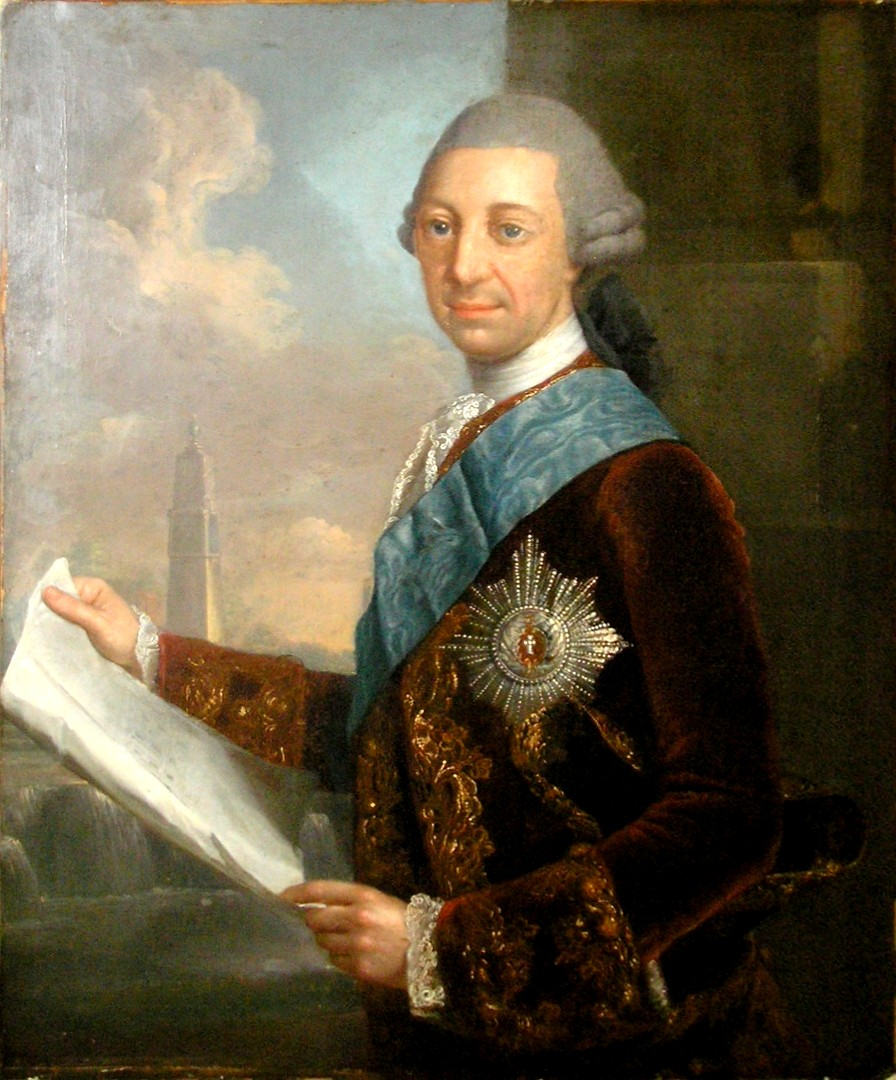
Herzog Friedrich von Mecklenburg-Schwerin

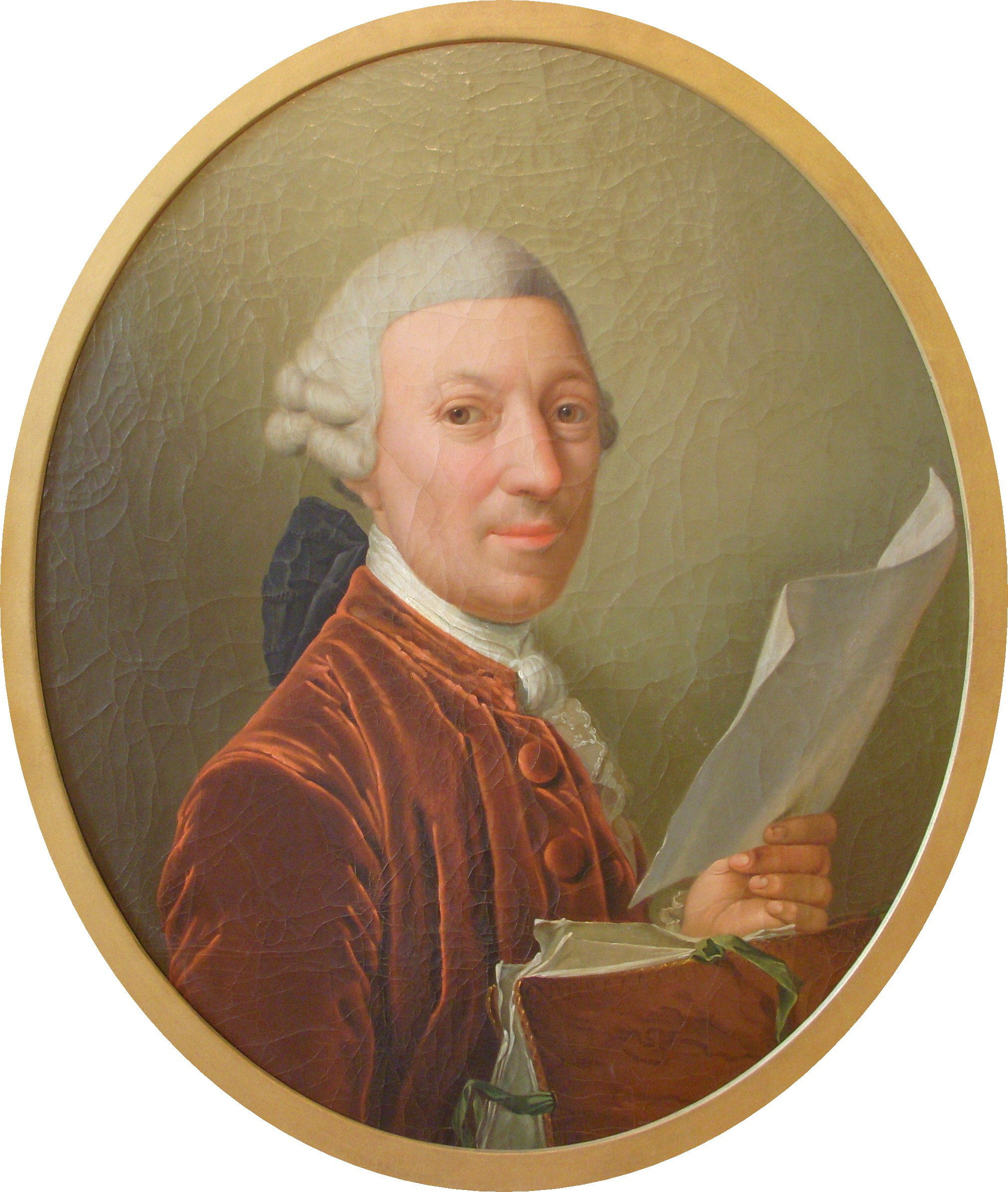
Johann Joachim Busch

Das Schloss war von 1763 bis 1837 Hauptresidenz der Herzöge und Großherzöge von Mecklenburg-Schwerin. Nach dem Tode Christian Ludwigs im Jahr 1756 verhinderte der ausbrechende Siebenjährige Krieg vorerst weitere Baumaßnahmen in Ludwigslust. Der nachfolgende Herzog Friedrich (der Fromme) verbrachte die Kriegsjahre weitgehend in Lübeck. Zwar ließ er sich bereits 1756 durch den Hofbaumeister Jean Laurent Legeay Entwürfe für eine erste Vergrößerung des Schlosses vorlegen, zur Ausführung kamen die Pläne jedoch nicht und Ludwigslust diente in dieser Zeit vor allem als Nebenresidenz seiner jüngeren Schwester Ulrike Sophie. Die einzige größere Baumaßnahme war der Große Kanal, der später eine der Hauptachsen des neuen Gartens bilden sollte.
Mit dem Ende des Siebenjährigen Krieges 1763 griff Herzog Friedrich den Gedanken einer Erweiterung des Schlossbezirks wieder auf. Die ursprüngliche Idee, die bescheidene Umbauten vorsah, genügte seinen Ansprüchen zwischenzeitlich nicht mehr. Er hatte als junger Mann eine Grand Tour durch Europa gemacht und dabei auch den Hof von Versailles in Frankreich kennengelernt, der in jener Epoche für die meisten europäischen Fürstenhöfe als Vorbild diente. Für den Jagdsitz im einstigen Klenow, das ebenso wie Versailles außerhalb der eigentlichen Hauptstadt lag, wünschte der Herzog nun eine Schlossanlage nach französischem Ideal. Dort wollte er einerseits den Regierungsgeschäften nachgehen und sich andererseits seinen naturwissenschaftlichen und musischen Neigungen hingeben. Das Schloss sollte zudem den passenden Rahmen für die bereits unter seinem Vater gegründete Kunstsammlung bieten. Das Vorhaben einer zeitgemäßen Residenz wurde von seiner Ehefrau, Herzogin Louise Friderike von Württemberg, unterstützt, die als Enkelin des Württemberger Herzogs Eberhard Ludwig eine aufwendige Hofhaltung gewöhnt war, die sie am pietistisch-nüchternen Hof ihres frommen Gatten vermisste.
Herzog Friedrich bat Baumeister Legeay um neue Entwürfe, zeitgleich begann der Schweriner Hofbaumeister Johann Joachim Busch mit dem Bau einer Stadtanlage nach barockem Grundriss und einer großen Hofkirche als Gegengewicht zum Schloss. Erste Bauarbeiten begannen 1763 mit den Häusern am Bassinplatz und um den späteren Kirchhof; bereits ab 1764 verlegte Herzog Friedrich den Hof von Schwerin nach Ludwigslust. 1765 wurde unter Buschs Leitung der Grundstein der Hofkirche gelegt und nach deren Vollendung 1772 der Bau des neuen Residenzschlosses begonnen, das 1777 bezogen werden konnte. Die zahlreichen gleichzeitigen Baustellen beschäftigten mehrere hundert Maurer, Zimmerleute und andere Handwerker, die Bauern der Umgebung mussten Hand- und Spanndienste leisten und Herzog Friedrich beaufsichtigte die Arbeiten regelmäßig. Die Ausgaben für das Bauprojekt konnten dadurch begrenzt werden, dass auf teure Materialien wie Marmor und edle Hölzer weitgehend verzichtet und stattdessen Pappmaché, der sogenannte Ludwigsluster Carton, eingesetzt wurde. Die Kosten trug die herzogliche Rentkammer, deren Einnahmen Erlöse aus der Forstkasse des waldreichen Gebiets aufbesserten. Als Herzog Friedrich 1785 starb, war der Schlossbezirk weitgehend vollendet. Ludwigslust hatte sich von einem Gutsdorf zu einem kleinen Fürstenhof entwickelt, der über einen Zeitraum von rund 80 Jahren das kulturelle und politische Zentrum des Landesteils Mecklenburg-Schwerin bildete.
Mit Friedrichs Tod ging die neue Residenz des kinderlosen Herzogs an seinen Neffen und Nachfolger Friedrich Franz I. über. Dieser ließ den kaum vollendeten Barockgarten im nunmehr zeitgemäßen Stil als Englischen Landschaftsgarten erweitern und ab 1809 die Stadtanlage durch Johann Georg Barca ausbauen. Nach Friedrich Franz’ Tod verlegte sein ihm folgender Enkel Paul Friedrich den Hof 1837 zurück nach Schwerin, womit Ludwigslust auf den Status einer Sommerresidenz sank. Friedrich Franz II. ließ die Gartenanlage von 1852 bis 1860 durch Peter Joseph Lenné gestalterisch überarbeiten, dennoch wurde das Schloss in der zweiten Hälfte des 19. Jahrhunderts nur noch selten bewohnt. Große Teile der Ludwigsluster Kunstsammlung kamen ab 1879 nach Schwerin.

### Schlossmuseum

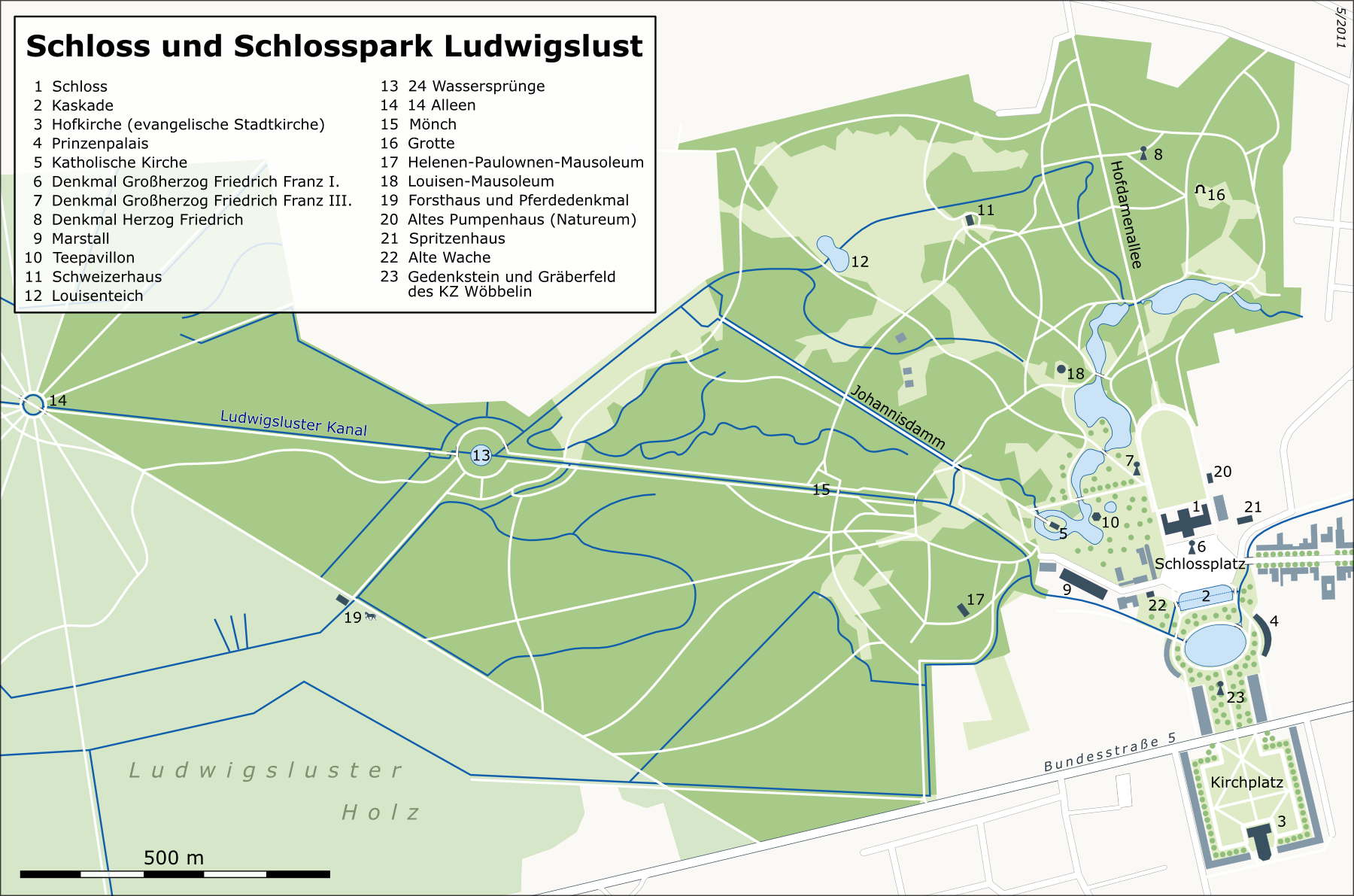
Karte von Schloss und Park Ludwigslust

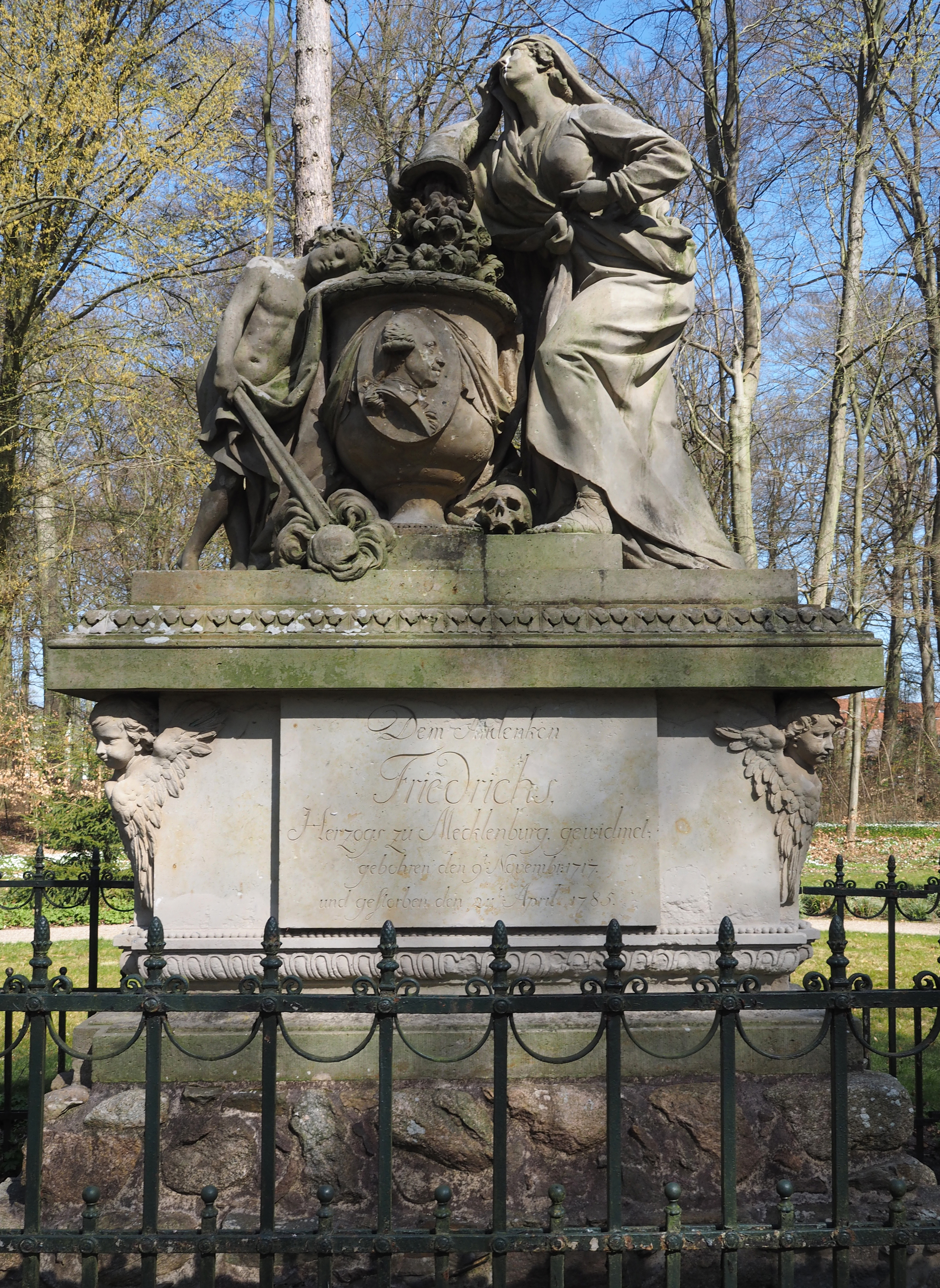
Friedrich-Denkmal

Nach der Abdankung von Friedrich Franz IV. im Zuge der Novemberrevolution 1918 bezog der vormalige Großherzog das Schloss. Einige der Innenräume konnten ab 1922 in Form eines Schlossmuseums erstmals von der Öffentlichkeit besichtigt werden. Die ehemals regierende Fürstenfamilie bewohnte Ludwigslust bis zum Ende des Zweiten Weltkriegs, das Schlossgebäude überstand die Kriegszeit ohne bauliche Schäden. Das bei Kriegsende zunächst von westalliierten Truppen besetzte Ludwigslust entging zudem den Verwüstungen, die zahlreiche Schloss- und Herrenhausanlagen im Osten Deutschlands durch die Rote Armee widerfuhren. Dennoch gingen Teile der beweglichen Ausstattung in der Folgezeit durch Plünderung und Vernachlässigung verloren.
In den Jahren nach dem Zweiten Weltkrieg beherbergte das Schloss die örtliche Kommandantur der Roten Armee. Die herzogliche Familie wurde bei der Bodenreform 1947 enteignet und das Schloss schließlich vom Kreis Ludwigslust übernommen. Anfängliche Pläne, in dem Bauwerk ein Museum einzurichten, wurden nicht weiter verfolgt; die bis dahin im Schloss verbliebenen Kunstschätze gelangten teilweise nach Schwerin oder wurden im Schloss eingelagert. Die einstige herzogliche Residenz diente in der DDR-Zeit als Sitz der Kreisbehörden; in die historischen Innenräume zogen für mehrere Jahrzehnte Staatsorgane der DDR ein.
Im Jahr 1986 wurden das Schloss und die Gartenanlagen unter die Verwaltung des Staatlichen Museums Schwerin gestellt und größere Maßnahmen zur Bausicherung vorgenommen sowie erstmals wieder Räume für die Öffentlichkeit zur Besichtigung freigegeben. Das Schloss wurde zum Museum für höfische Kunst und Wohnkultur. Die Kreisverwaltung blieb bis 1991 im Schloss, seitdem wurde es schrittweise einer musealen Nutzung zugeführt und in Abschnitten bis Ende 2015 saniert. Die Finanzierung der Restaurierung erfolgte zum Teil mit EU-Mitteln. Die Sanierung der Fassade kostete 4,8 Millionen Euro, die Restaurierung der Innenräume weitere 12 Millionen Euro. Die Arbeiten an der Großen Kaskade wurden 2007 begonnen und 2010 abgeschlossen; sie kosteten rund 450.000 Euro. Schloss und Park sind zu besichtigen; bis 2005 wurden im Schlossmuseum jährlich zwischen 50.000 und 60.000 Besucher gezählt. Neben vereinzelten Sonderausstellungen organisiert ein Förderverein Schlosskonzerte und ein regelmäßiges Barockfest, weiter findet alljährlich das Kleine Fest im Großen Park statt. Im Herbst 2017 wurden allerdings große Teile des alten Baumbestands der Gartenanlagen durch die Stürme Xavier und Herwart verwüstet; die Schließung der Lücken wird Jahrzehnte beanspruchen.
Das im Schloss untergebrachte Museum ist eine Außenstelle des Staatlichen Museums Schwerin und dient seit dem Abschluss der Sanierungsarbeiten als Barockmuseum des Landes Mecklenburg-Vorpommern. Zu den Exponaten des Schlosses zählen beispielsweise die Architekturmodelle aus Kork des Phelloplastikers Carl May, Büsten von Jean-Antoine Houdon sowie Bilder der Maler Jean-Baptiste Oudry und Georg David Matthieu. Zu den ungewöhnlichsten Teilen der Ausstellung gehören lebensgroße, von Matthieu auf hölzernen Figurentafeln gemalte Porträts herzoglicher Familienmitglieder. Ein großer Teil der Ausstattung des Schlosses stammt aus der Sammlung Christian Ludwig Herzog zu Mecklenburg. Damit wurden nach 1990 die erhaltenen Teile des 1945 enteigneten privaten Kunst- und Mobilienbesitzes des ehemaligen mecklenburgischen Fürstenhauses bezeichnet. Heute befindet sich das Schloss im Eigentum des Landes Mecklenburg-Vorpommern und wird durch die Staatlichen Schlösser, Gärten und Kunstsammlungen verwaltet.

## Schloss

### Außenarchitektur

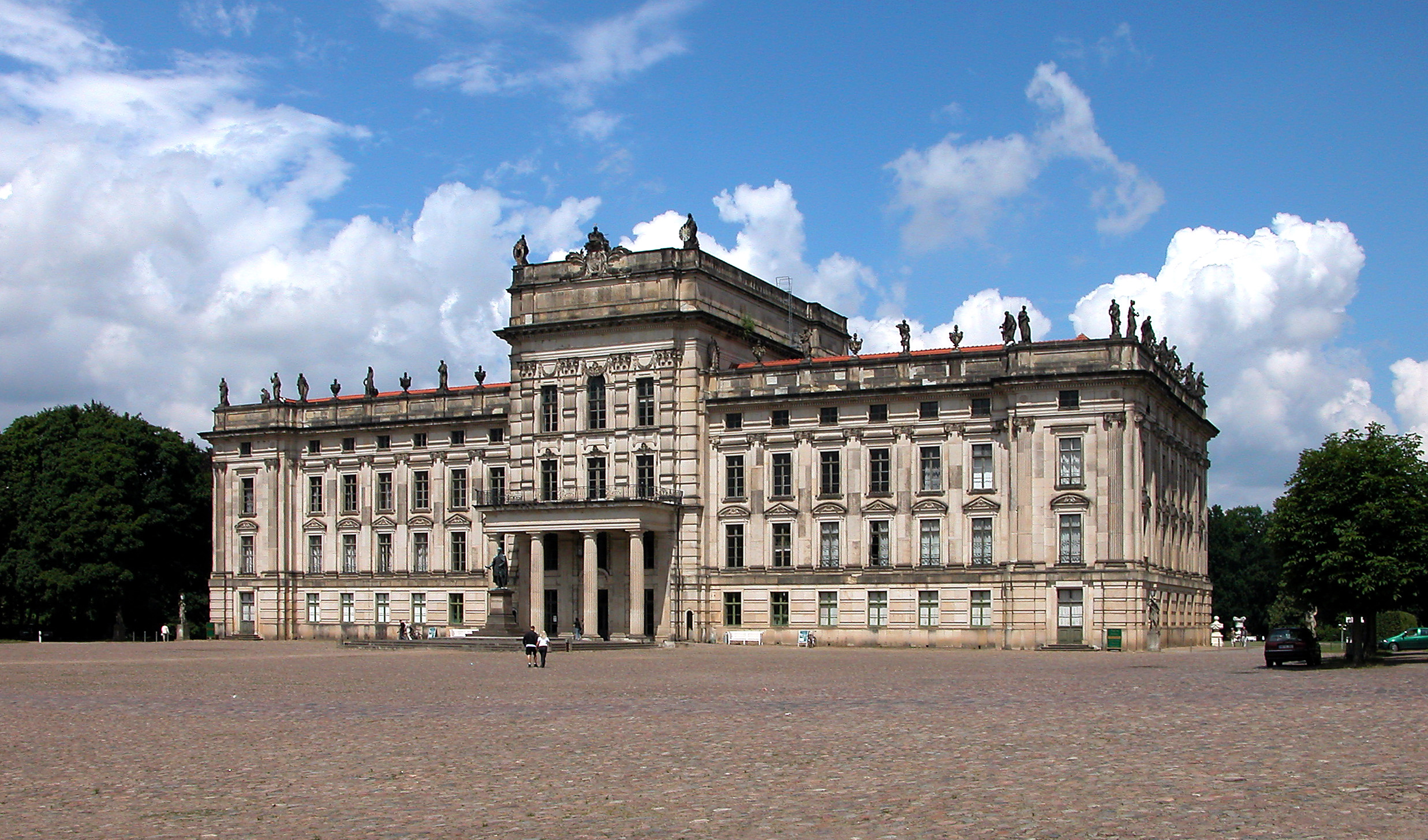
Stadtfassade, Ansicht von Südosten

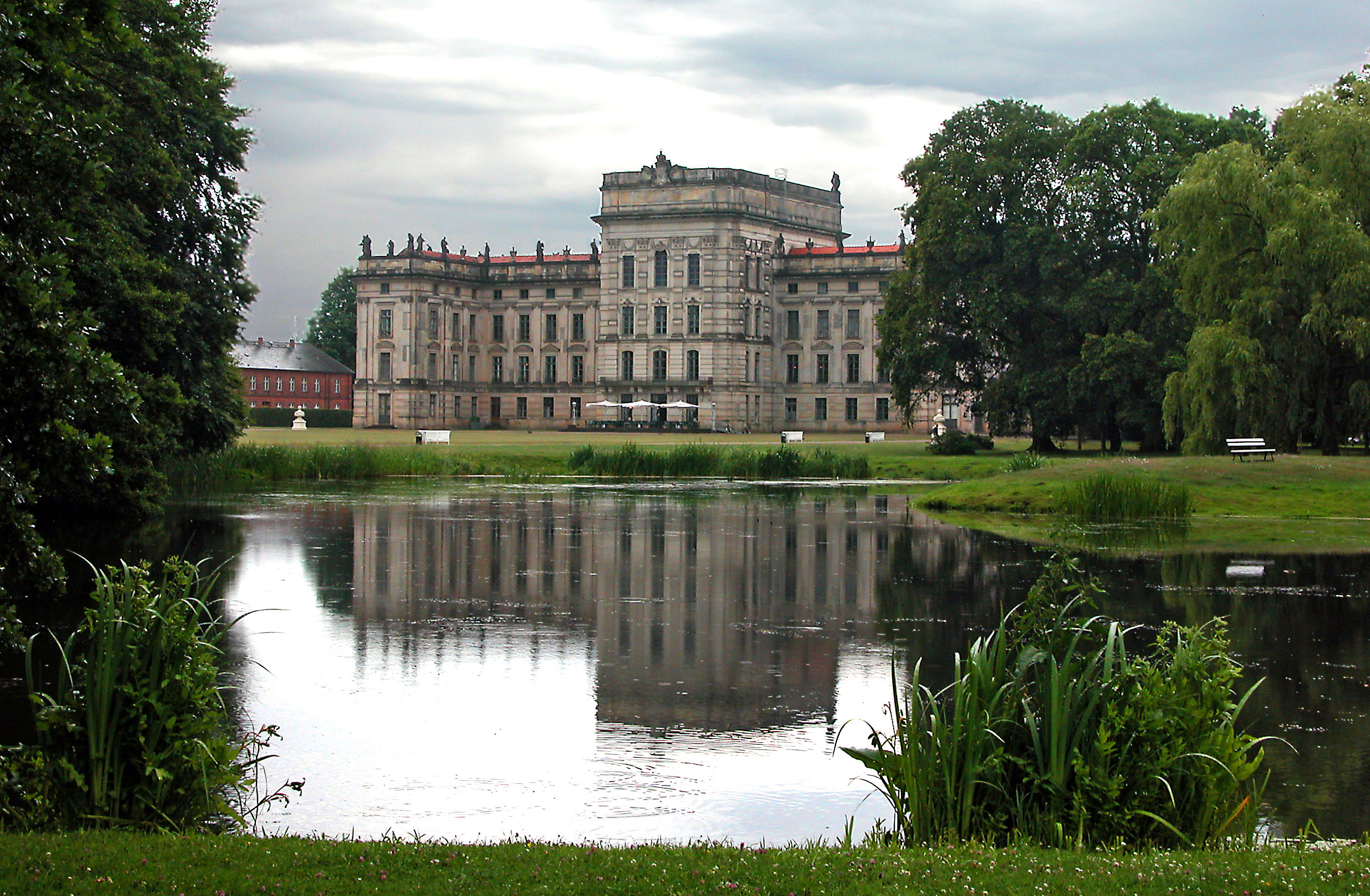
Gartenfassade, Ansicht von Nordwesten

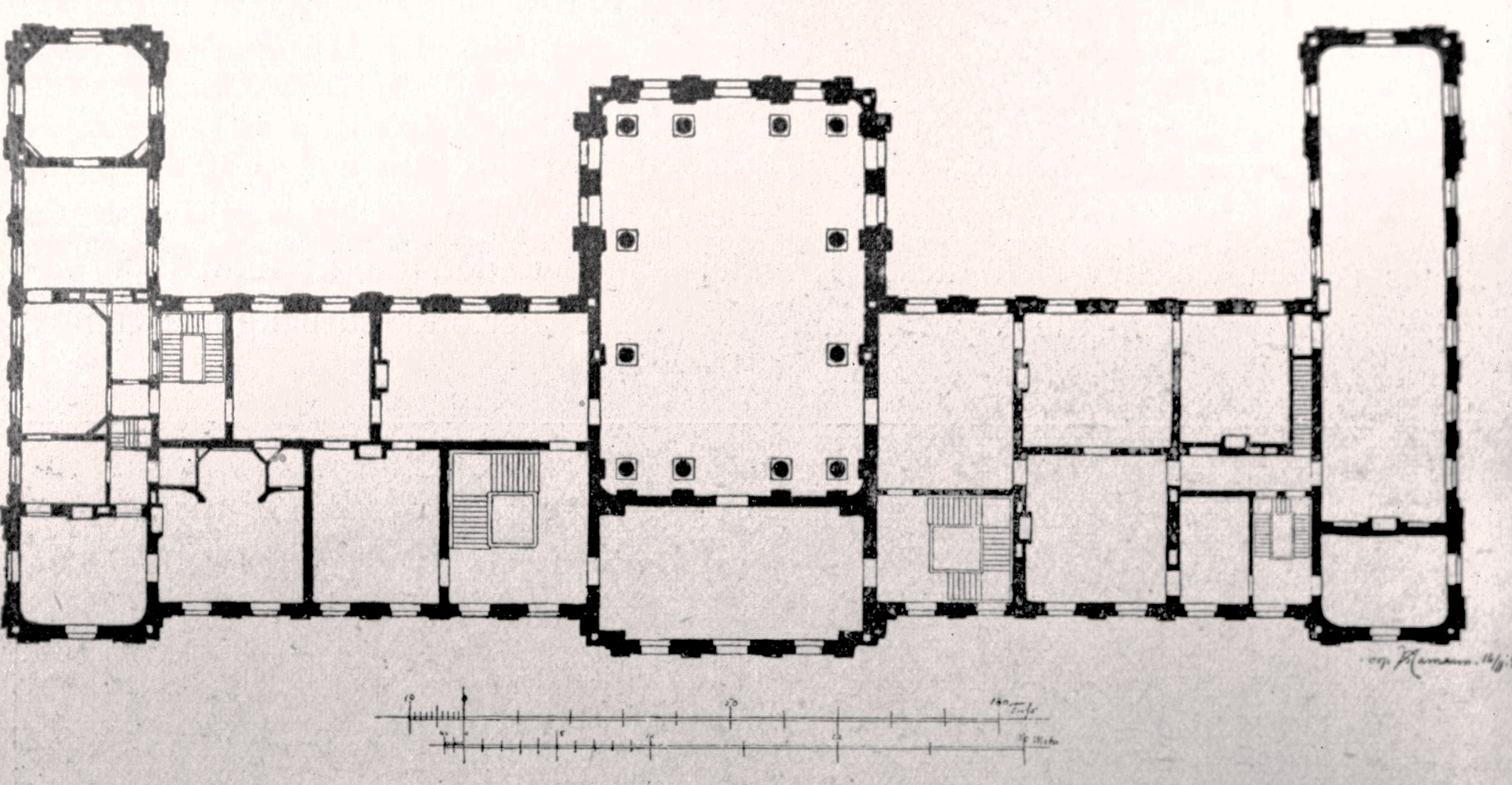
Grundriss des Obergeschosses

Das Schloss in seiner aktuellen Gestalt wurde ab 1772 im Auftrag Herzog Friedrichs nach Plänen des Hofbaumeisters Busch errichtet. Der Bauplatz befand sich unmittelbar nördlich des alten Jagdhauses, dessen Abbruch erst nach Vollendung des Neubaus erfolgte. Das Sockelgeschoss des neuen Schlosses stand bereits im November 1772, die beiden Hauptetagen konnten bis 1774 fertiggestellt werden, das Mezzanin ein Jahr später. Die eigentlichen Baumaßnahmen waren bis 1776 abgeschlossen, die Ausstattung der Innenräume dauerte bis in die 1780er Jahre. Das Ludwigsluster Schloss besteht im Kern aus Backstein, einem für Norddeutschland typischen Baustoff, die Fassaden tragen eine für die Region ungewöhnliche Verkleidung aus Elbsandstein. Der Backstein stammte aus den herzoglichen Ziegeleien in Schwerin, Kummerow und Ludwigslust, der Sandstein wurde auf dem Wasserweg über die Elbe aus Pirna importiert. Der Grundriss des Schlosses ist E-förmig, die breite Fassade auf den Schlossplatz ausgerichtet, während die beiden Seitenflügel und der pavillonartige Mitteltrakt zum Park weisen. Der Bau weicht dadurch vom üblichen Schema barocker Residenzbauten ab, das für gewöhnlich eine ausladende Fassade in Richtung der Gartenparterres und eine Öffnung des Ehrenhofs – der in Ludwigslust aufgrund unvollendeter Pläne fehlt – stadtwärts vorsieht. Das Schloss ist ein Torso. Busch plante hofseitig symmetrische, halbrunde Flügelbauten, die aus finanziellen Gründen nie über die Planung hinaus kamen. Vor dem Schloss blieben stattdessen vorerst die seitlichen Trakte des früheren Jagdhauses stehen. Sie dienten als Wirtschafts- und Küchenflügel und wurden zwischen 1846 und 1848 abgetragen.
Das Schlossgebäude besitzt drei Vollgeschosse und ein Mezzanin, in die Dachzone leitet ein vorkragendes Gesims über, das eigentliche Dach ist hinter einer figurengeschmückten abschließenden Attika verborgen. Das unterste Stockwerk mit seiner schlichten Rustizierung dient als Sockelgeschoss des Bauwerks, die beiden mittleren Etagen mit den herzoglichen Wohn- und Prunkräumen sind durch umlaufende Pilaster in ionischer Kolossalordnung gegliedert. Der Mitteltrakt mit den großen Sälen ist zusätzlich zu seiner die Dachtraufe überragenden Höhe durch gebänderte korinthische Pilaster betont. Die blockhafte, rund 70 Meter breite Stadtfassade ist durch siebzehn Achsen gegliedert. Die beiden äußeren Achsen treten als Risalite aus der Baumasse hervor und markieren in ihrer Breite zugleich die Position der dahinterliegenden, sieben Achsen langen, Seitenflügel. Der von einer schweren Attika bekrönte Mitteltrakt ragt dreiachsig aus dem Corps de Logis hervor und ist hofseitig durch einen aus toskanischen Säulen gebildeten Portikus betont. Das Piano nobile im ersten Obergeschoss ist im Außenbau durch die aus Dreiecks- und Segmentgiebeln bestehenden Fensterbekrönungen betont, den plastischen Schmuck der Fassaden schuf der Steinbildhauer Martin Sartorius. Die Dachzone des Schlosses bekrönen 40 überlebensgroße allegorische Sandsteinfiguren, 18 Ziervasen, eine Wappenkartusche sowie eine Sonnen- und eine mechanische Uhr. Die Wappenkartusche zeigt das Wappen der mecklenburger Herzöge, wie es seit dem Westfälischen Frieden 1648 geführt wurde. Die Skulpturen schuf der böhmische Bildhauer Rudolph Kaplunger nach Vorgaben des wissenschaftlich interessierten Herzogs. Sie stellen Personifizierungen der Tugenden, der Wissenschaften und der Künste dar, folgen aber keinem strengen ikonografischen Programm. Neben den üblichen Allegorien der Musik oder der Dichtkunst sind auch außergewöhnliche Darstellungen, unter anderem der Chronografie, der Hydraulik und der Dioptrie vorhanden. Die Statuen sind alle in Gewänder gekleidet dargestellt, erotische Anspielungen – die durchaus üblich waren – lehnte der fromme Herzog Friedrich ab.
Fridericus Dei Gratia Dux Megapolitanus / Ædificium hoc ædificare incepit / Anno Dominatus Sui Decimo Sexto / Consummauit Anno Vicesimo
Friedrich, von Gottes Gnaden Herzog von Mecklenburg / begann die Errichtung dieses Gebäudes / im sechzehnten Jahr seiner Herrschaft / und vollendete sie im zwanzigsten Jahr
(Inschrift an der Schlossfassade)
Mit der Ludwigsluster Residenz entstand eine der letzten Schlossanlagen im Sinne des Absolutismus im deutschen Sprachraum. Im Äußeren weist das Gebäude mit seinem reichen Figurenschmuck, der Inszenierung von Kirche und Schloss sowie dem vielgestaltigen Baukörper noch einige Reminiszenzen an die Epoche des Barock auf, ist jedoch insgesamt, besonders mit der breiten, wenig schwungvollen Hoffassade, bereits deutlich vom Klassizismus geprägt. Die Hinwendung zu der neuen Kunstepoche ist noch klarer im Inneren des Schlosses spürbar, wo insbesondere in den Wohnräumen kaum noch Rocaillen oder schwungvolle Elemente zu finden sind und sich die Salons mit ihrer dezenten Ausstattung bereits eindeutig klassizistisch zeigen. Direkte Vorbilder für das Ludwigsluster Schloss sind, abgesehen vom im 18. Jahrhundert allgegenwärtigen Versailles, nicht überliefert. Eine Wechselbeziehung bestand zwischen dem an der Académie royale d’architecture ausgebildeten Hofbaumeister Jean Laurent Legeay und seinem Nachfolger Johann Joachim Busch. Der Hofskulpteur hatte bereits unter dem französischen Architekten in Klenow gearbeitet. Über seine Ausbildung ist kaum etwas bekannt, doch konnte er bei seiner Arbeit die umfangreiche Bibliothek des Herzogs mit den wichtigsten Werken der zeitgenössischen Architekturgeschichte benutzen. Die späteren Entwürfe des Autodidakten Busch können zum Teil auf Pläne Jean Laurent Legeays zurückgeführt werden, der Mecklenburg um 1756 verließ. Der frühere Schweriner Hofbaumeister hielt sich nach dem Ausscheiden aus den Diensten des Herzogs zeitweise am Hofe des preußischen Königs Friedrich II. auf, wo er am Bau der Communs am Neuen Palais beteiligt war. Später siedelte er nach London über, von wo aus er auf Bitte Herzog Friedrichs 1766 seine zweiten Entwürfe nach den unausgeführten Umbauplänen von 1756 einsandte. Diese wurden schließlich zugunsten seines Nachfolgers Busch abgelehnt; ob sie einen Einfluss auf dessen Konzeption hatten, ist unbekannt, da die Pläne nicht erhalten sind.
Ähnlich wie das ebenfalls durch die Mecklenburger Herzöge errichtete Schloss Güstrow 200 Jahre zuvor stellt das Ludwigsluster Schloss innerhalb der norddeutschen Architekturlandschaft eine Ausnahme dar. Eine derartige Anlage befindet sich kein zweites Mal im nordelbischen Raum und mit seiner klassizistischen Steinfassade erinnert das Bauwerk eher an palladianisch inspirierte englische Paläste wie Chatsworth House oder Castle Howard statt an die vom Backsteinbarock geprägten Herrensitze der Region, wie Schloss Bothmer. Das für die Grafen von Bothmer rund 30 Jahre vor Ludwigslust errichtete Bauwerk ist in seiner konsequent barocken Gesamtanlage noch am ehesten mit dem herzoglichen Schloss vergleichbar – Architekt war dort wie im Ludwigsluster Vorgängerbau Johann Friedrich Künneke – doch ist es bezüglich der Größe des Corps des Logis und der zurückhaltenden Gestaltung näher mit den Herrenhäusern Mecklenburgs und Holsteins verwandt als mit einem fürstlichen Residenzsitz.

### Innenarchitektur

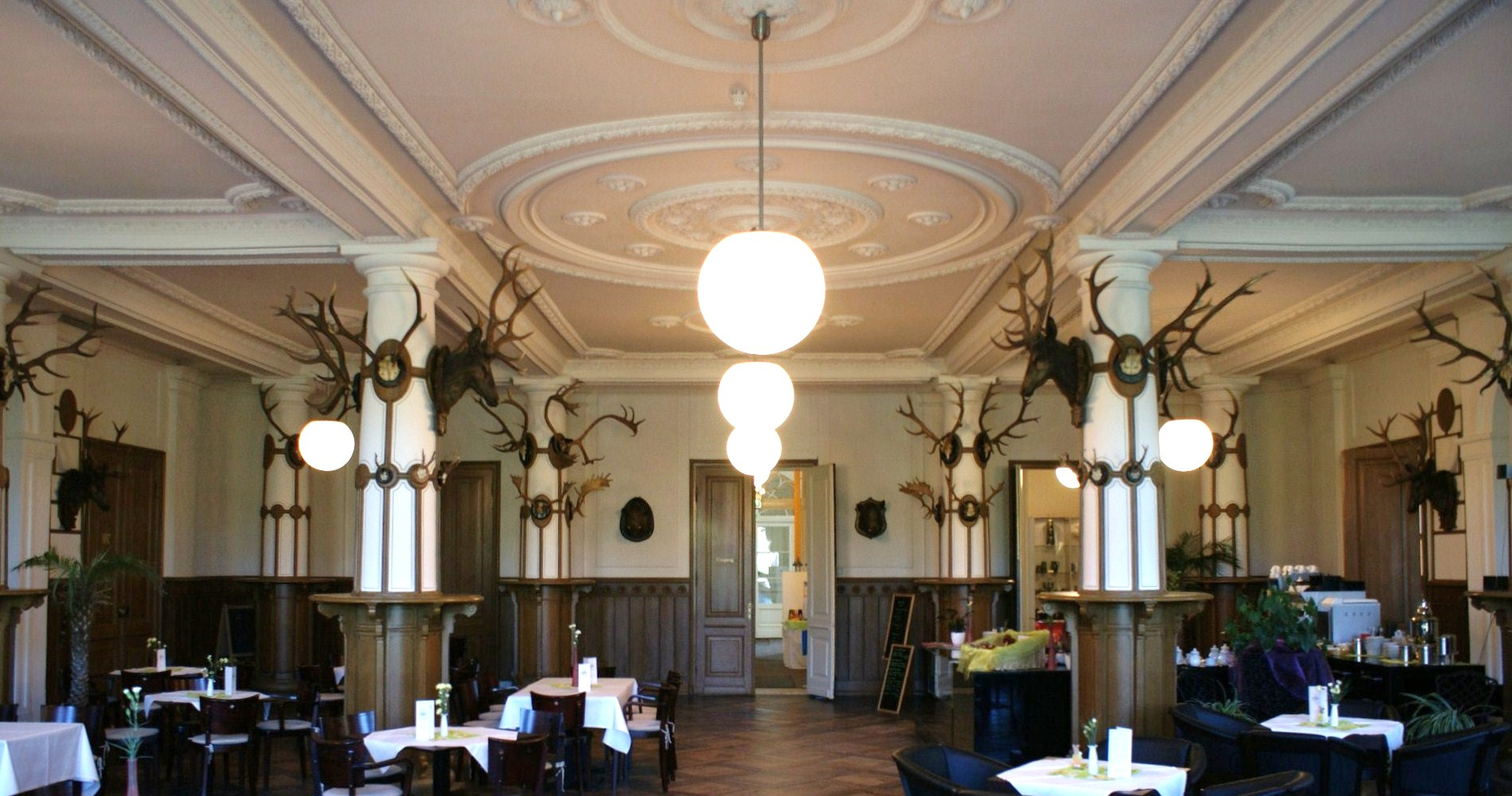
Jagdsaal

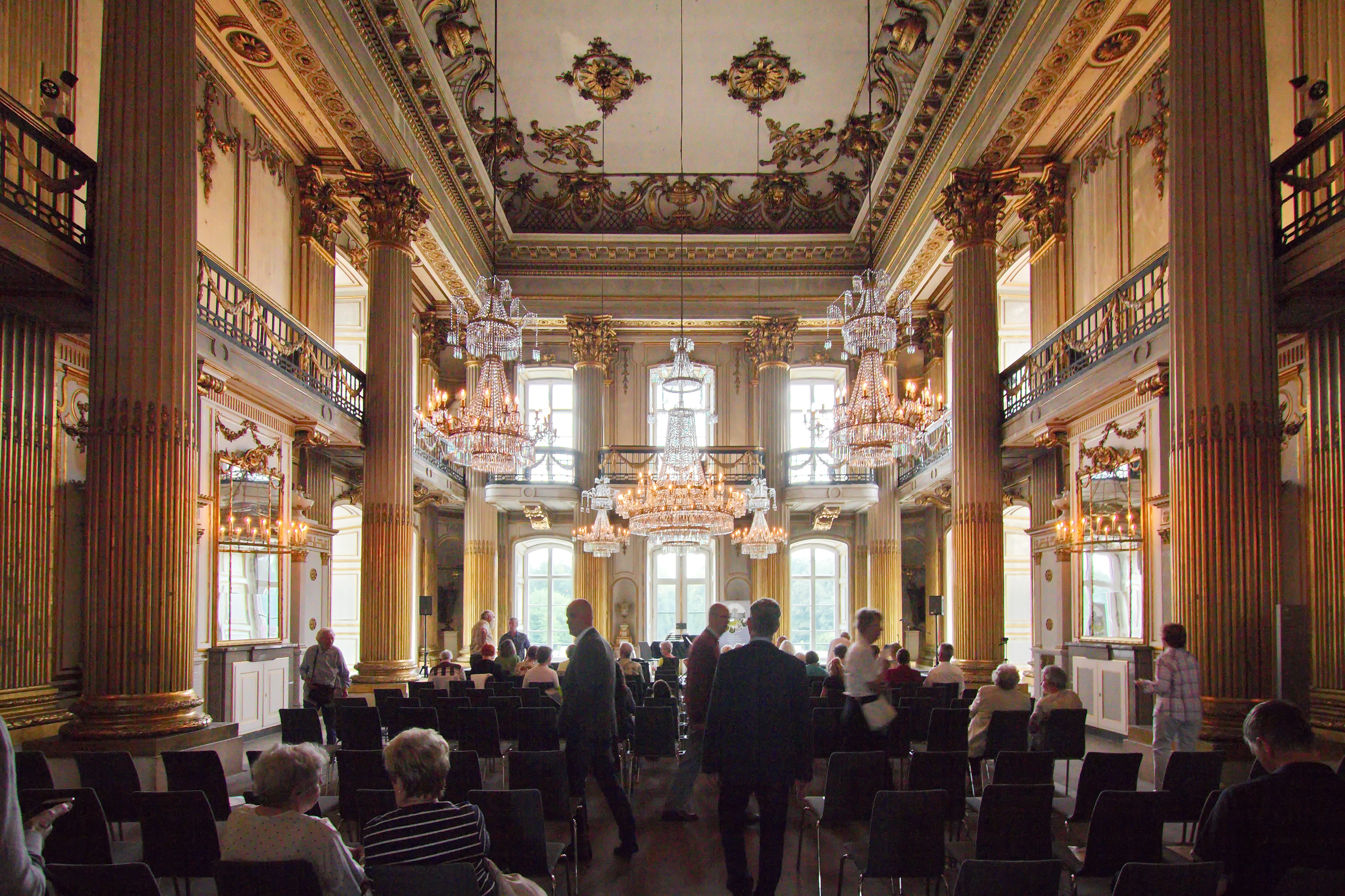
Goldener Saal

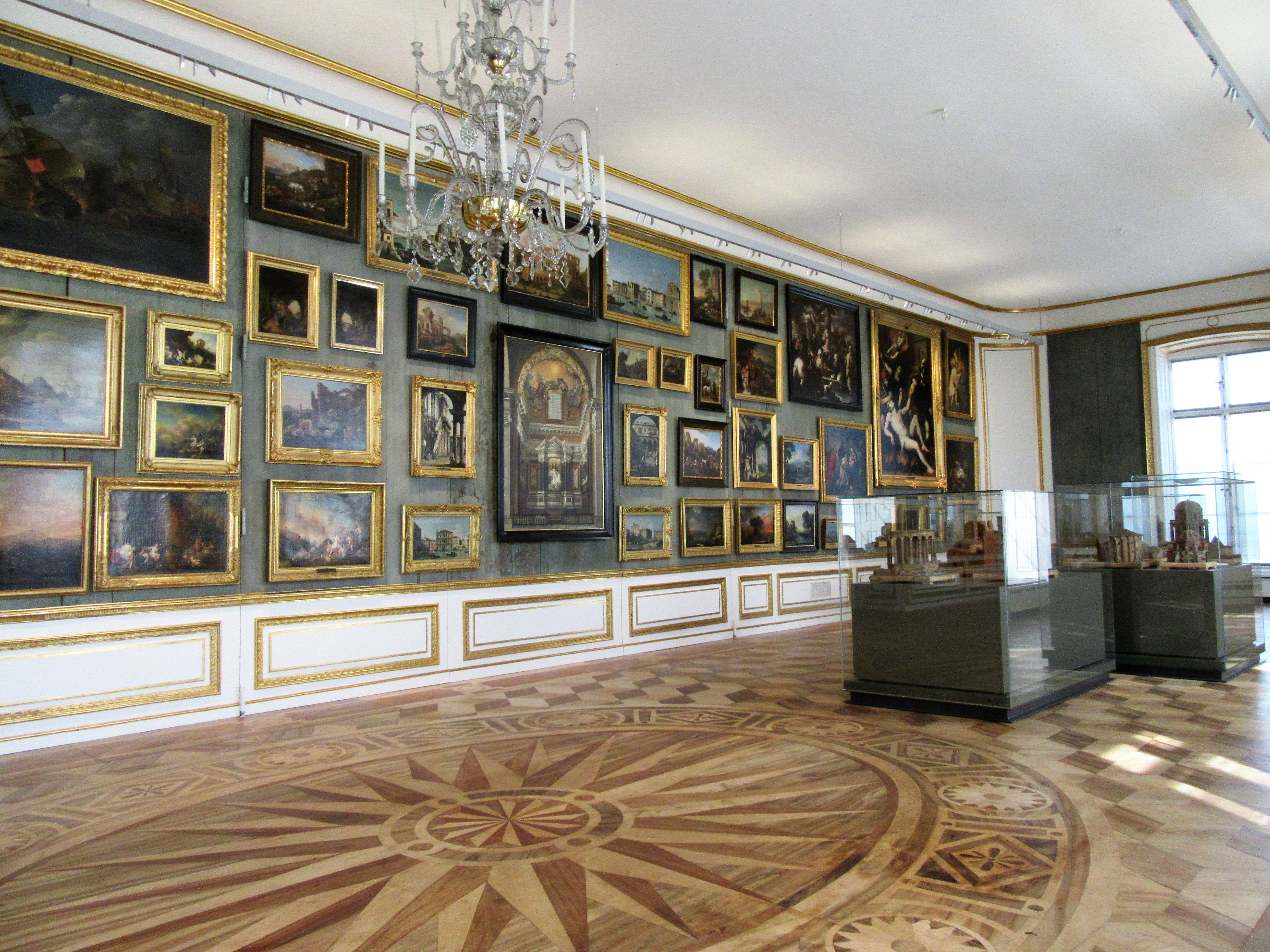
Bildergalerie

Das Schloss enthält auf vier Etagen rund hundert Innenräume. Der weitgehend symmetrische Grundriss lehnte sich an Entwürfe Jacques-François Blondels an. Die Beletage des Herzogspaares lag im ersten Obergeschoss, darüber befanden sich seit Beginn des 19. Jahrhunderts die Räume des Thronfolgers. Das Erd- und das Mezzaningeschoss nahmen Gästewohnungen auf, im Mezzanin ist künftig die Schlossverwaltung untergebracht. Die schmalen Flügelbauten beherbergen im westlichen Bereich der Hauptetage Kabinette, im östlichen Bereich eine große Galerie, die aber durch eine Vielzahl von Umbauten des 20. Jahrhunderts in ihrer Struktur verändert wurde. In den östlichen Trakten des Schlosses befanden sich im ersten Geschoss die Wohn- und Paradezimmer des Herzogs, in den westlichen Trakten die der Herzogin. Sie sind aufgeteilt nach Art des Appartement double in einen offiziellen, gartenseitigen Bereich mit an die Treppenhäuser grenzenden Audienzräumen und anschließenden Salons und in die südlichen privaten Wohn- und Schlafzimmer zum Hof. Das Schloss besitzt kein Hoftheater, die Schauspielkunst war in der Regierungszeit Herzog Friedrichs als „unsittlich“ verboten.
Im pavillonartigen Mitteltrakt des Bauwerks befinden sich die großen Gesellschaftssäle, die zu beiden Seiten von den Haupttreppenhäusern und den Appartements flankiert werden. Der Hauptzugang des Schlosses wird von einem durch toskanische Säulen gestützten Altan gebildet, der direkt in das Vestibül führt. Dieses ist der zentrale Verbindungsraum des Untergeschosses, durch den die Treppenhäuser und der Jagdsaal erreicht werden können. Der mit Trophäen geschmückte Jagdsaal ist der große Gesellschaftssalon des Untergeschosses. Er geht in seiner Konzeption auf eine Sala terrena zurück, einen Gartensaal, der seine heutige Gestalt nach Umbauarbeiten ab 1878 erhielt. Dieser Raum, in dem an Festtagen auch Hofgottesdienste abgehalten wurden, beherbergt heute die Schlossgaststätte. Die Möblierung der Innenräume stammte zum Teil aus den zu jener Zeit kaum noch bewohnten Schlössern in Güstrow und Dargun, zusätzliches Mobiliar wurde in Ludwigsluster Werkstätten nach englischen und französischen Vorbildern hergestellt. Einige Stücke gelangten als Geschenke an den Hof, so zum Beispiel ein auf Entwürfen Schinkels beruhender Bronzetisch mit Spiegelplatte aus der Mitgift der Prinzessin Alexandrine von Preußen und mehrere in St. Petersburg gefertigte Prunkvasen des russischen Zarenhofs. Zwei aus dem Besitz der französischen Königin Marie-Antoinette stammende Schränke gingen nach dem Zweiten Weltkrieg verloren.
Den Mittelpunkt des Gebäudes und den Höhepunkt der Raumfolgen bildet der über dem Jagdsaal liegende Goldene Saal. Der durch den vorgelagerten Gardessaal zugängliche Festraum nimmt beide Hauptgeschosse ein und sein Deckengewölbe reicht bis in das im Außenbau erkennbare Obergeschoss des Mittelpavillons. Der Plafond sollte ursprünglich durch Christian Ludwig Seehas mit einem großen Gemälde versehen werden, erhielt jedoch schließlich einen weißen Deckenspiegel mit Dekorationen aus goldfarbenem Carton. Der rund 300 m² große, typisch klassizistische Raum wird durch zwölf bis zur Decke reichende korinthische Kolossalsäulen gegliedert und ist in weißen und goldenen Tönen gehalten. Einige Elemente des Dekors, wie die Ornamente an Decke und Spiegeln, entsprechen noch dem ausgehenden Rokoko, während sich die anschließenden Wohnräume des Herzogpaares in ihrer Ausstattung über den Zopfstil vollkommen dem Klassizismus zuwenden.
Die Wohnräume erfuhren in der Zeit, als das Schloss bewohnt war, mehrere Umgestaltungen, sind aber in ihrer dekorativen Ausstattung und Grundstruktur durch die Jahrhunderte erhalten geblieben. Durch die Fremdnutzung des Schlosses als Verwaltungsgebäude gingen in der zweiten Hälfte des 20. Jahrhunderts vor allem Kaminaufsätze, Tapeten und bewegliche Ausstattungsgegenstände verloren. Bei den Sanierungsarbeiten nach der Wende erhielt das Schloss moderne Heiz- und Klimatechnik, womit die Voraussetzungen für die Restaurierung der Innenräume geschaffen wurden. Im Rahmen des Museumsbetriebs werden die zu besichtigenden Wohnräume zum Teil in ihrer – soweit vorhanden – originalen Möblierung präsentiert, zum Teil dienen sie als themenbezogene Schauräume. Das herzogliche Vorzimmer ist mit Porträts der Familienmitglieder geschmückt, das Wohnzimmer präsentiert eine Uhrensammlung, der Vorraum zur Galerie beherbergt eine Sammlung von Architekturmodellen aus Kork und eine nach antiken Vorbildern aus Ludwigsluster Carton gefertigte Venusstatue. Zu den außergewöhnlichsten Innenräumen gehört das Kleine Kabinett, in dem 125 kleinformatige Gemälde und zahlreiche Pietra-dura-Arbeiten ausgestellt sind.
Die eingeschränkten finanziellen Möglichkeiten Herzog Friedrichs führten dazu, dass teure Gesteinssorten, wie Marmor oder Granit, edle Metalle und Hölzer, Porzellane oder selbst Stuck nur bedingt eingesetzt werden konnten. Ein Kuriosum der Ludwigsluster Schlossanlage ist die dadurch bedingte nahezu durchgehende Verwendung von Pappmaché – volkstümlich als Carton bezeichnet – als Werkstoff zur Imitation hochwertigerer Materialien. Die Nutzung von bemaltem Pappmaché war keine neue Erfindung, wurde in Ludwigslust aber durch den Herzog gefördert und durch den Ausbau der Residenz vorangetrieben und verfeinert. Die herzoglichen Ämter sandten auf Anweisung zur Unterstützung der Papierlieferungen sogar veraltete Akten und Papierreste. Die Hofbildwerkstatt benutzte vorwiegend eine Technik, in der Lagen von Papier in der gewünschten Form verkleistert, anschließend getrocknet, beschnitzt, geschliffen, bemalt und mit einer Art Firnis überzogen wurden. Die Werkstatt war so erfolgreich, dass sie den Großteil der benötigten Ausstattung selbst herstellen konnte. Dekore der Kirche und der mehrdimensionalen bemalten Altarwand, die Deckenrosetten, Friesbänder, Konsoltische, Skulpturen, Uhrgehäuse und sogar Alltagsgegenstände wie Leuchter und Tafelaufsätze fertigte die aus der Papierwerkstatt hervorgegangene Manufaktur zunächst für den Hof und lieferte ab 1765 die Serienproduktion des Ludwigsluster Cartons auch an andere Abnehmer. Neben der Ausstattung des Schlossbezirkes erlangte die im späteren Rathaus untergebrachte Ludwigsluster Carton-Fabrique überregionale Bekanntheit als Werkstatt für günstig herzustellende und leicht zu transportierende Kunstreproduktionen nach bekannten Vorbildern. Die über zeitgenössische Vertriebsjournale und Kommissionsgeschäfte angebotenen Produkte wurden zeitweise erfolgreich bis ins Ausland verkauft. Im 19. Jahrhundert sank die Nachfrage nach der Kartonkunst jedoch allmählich und ab 1823 brachen die Umsätze schließlich ein. 1835 stellte die unrentabel gewordene Manufaktur ihre Geschäfte ein. Der Schriftsteller Karl Julius Weber äußerte sich 1828 amüsiert über den Ludwigsluster Carton:

„Merkwürdig sind auch die Büsten – weder von Metall noch Marmor, weder Holz noch Stein, sondern von Pappe mit Firniß überzogen, selbst die Leuchter der Kapelle sind von übersilbertem Papier.“

### Ensemblebauten

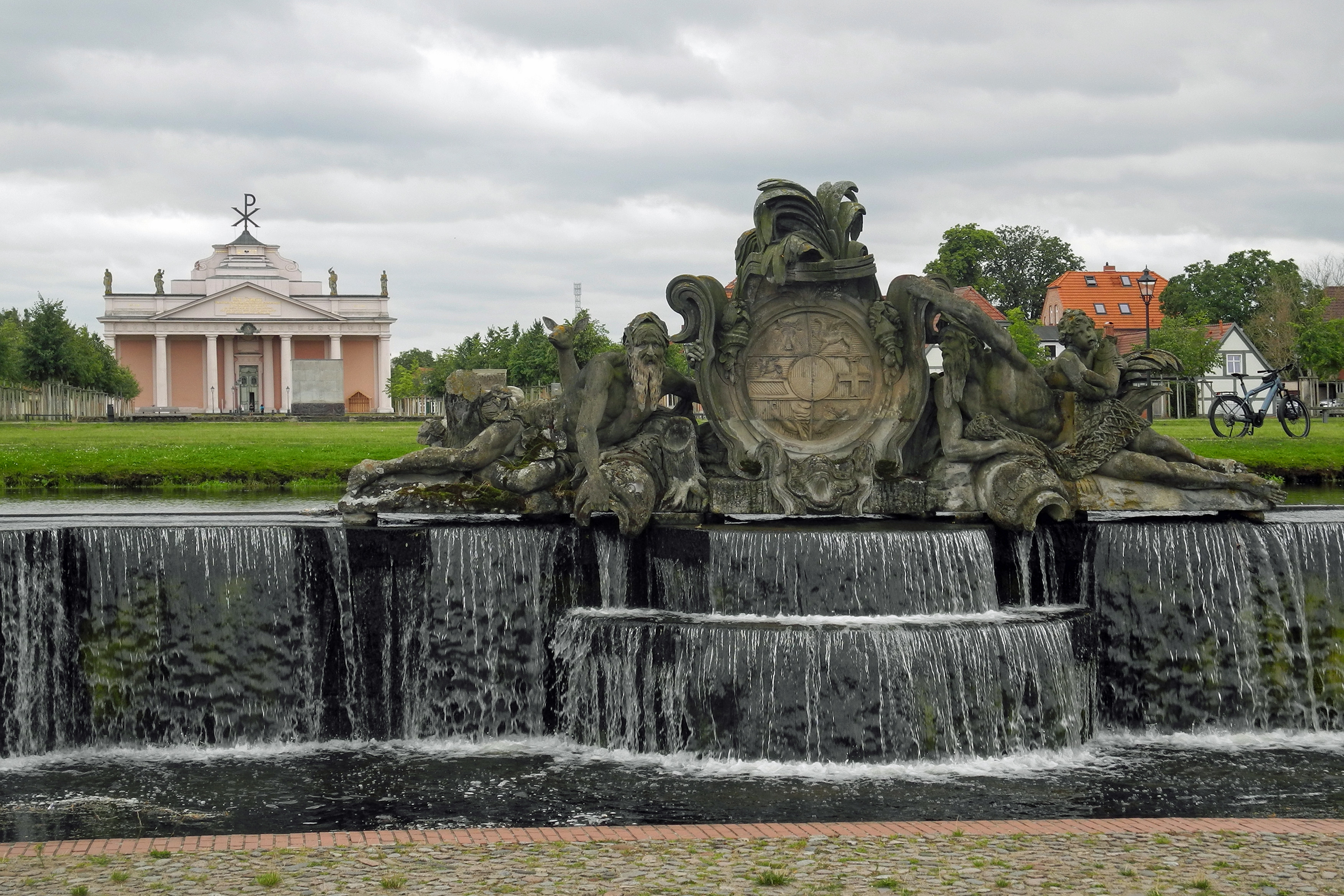
Evangelische Kirche und Große Kaskade

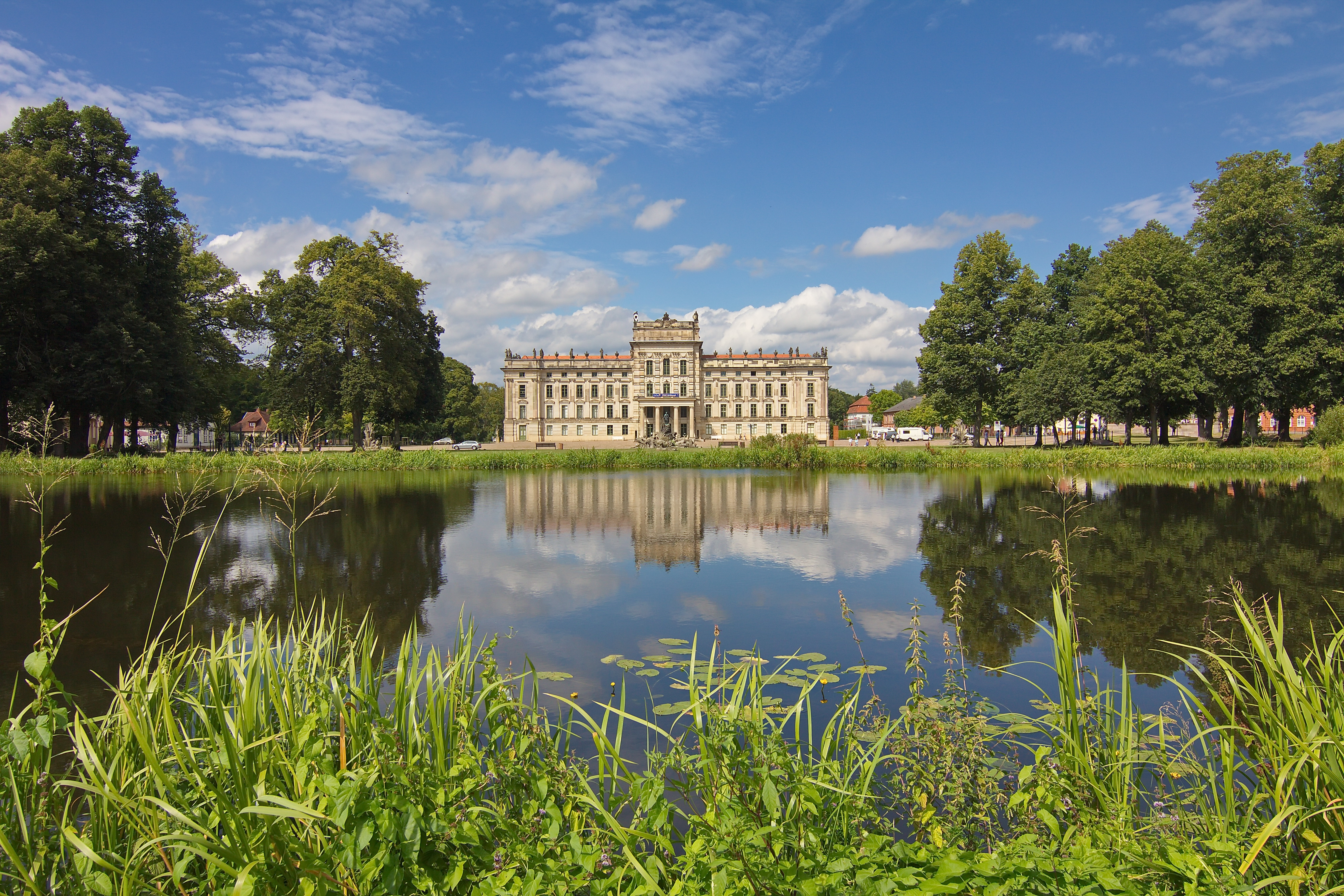
Schloss und Großes Bassin

Die großflächige Anlage mit dem Schloss als Mittelpunkt und der Kirche als Gegenstück geht auf den Entwurf von Johann Friedrich Künnecke zurück und wurde später durch Johann Joachim Busch ausgebaut. Eingebunden sind Schloss und Kirche in eine planmäßig angelegte Stadt, deren Hauptstraße auf den Schlossplatz zuführt. Die Anlage bildet zusammen mit der Stadt und dem Gartenbereich ein Gesamtensemble, das in dieser Ausführung in Mecklenburg einzigartig ist. Ludwigslust wird deshalb auch manchmal als mecklenburgisches Versailles bezeichnet. Hinsichtlich seiner regionalen kulturhistorischen Bedeutung ist das Ludwigsluster Schloss mit den Residenzschlössern Güstrow, Schwerin und der einstigen Residenz Neustrelitz vergleichbar. Die axial ausgerichtete Schlossanlage mit ihren Nebengebäuden war das Ergebnis eines künstlerisch einheitlichen Gesamtkonzepts. Im Süden steht die vom Kirchenplatz mit niedrigen Wohnhäusern umgebene Schloss- bzw. Stadtkirche, die den Ausgangspunkt der mehr als einen Kilometer langen Hauptachse bildet. Der quadratische Kirchenplatz ist durch eine Allee mit dem ovalen Bassinplatz verbunden, der von dem seitlich dem Platzverlauf folgenden geschwungenen Adelspalais begrenzt wird. Der Bassinplatz und die Kaskade bilden die südliche Begrenzung der Schlossfreiheit. Auf den gepflasterten Schlossplatz folgt das Residenzschloss als Mittelpunkt der Anlage, nördlich schließt sich der Parkbereich an, der in unmittelbarer Nähe des Schlosses mit einem großen Tapis vert beginnt und dessen Endpunkt die lange Hofdamenallee bildet. Die im Sinne des Barock streng geometrisch konzipierte Anlage hat ihre ursprüngliche Gestalt südlich des Schlosses bis in die Gegenwart weitgehend behalten, während der nordwestlich gelegene Gartenbereich vom Ende des 18. bis in die Mitte des 19. Jahrhunderts großflächig erweitert und umgestaltet wurde.
Vor der Stadtfassade des Schlosses bilden der Schlossplatz, der Bassinplatz und der Kirchenplatz über eine Strecke von rund 500 Metern eine annähernd zusammenhängende Fläche. Die Grundstruktur der Plätze geht auf die Entwürfe Buschs zurück, die zahlreichen zum Schlossbezirk gehörenden Nebengebäude stammen aus dem 18. und 19. Jahrhundert und wurden von Busch und seinen Nachfolgern errichtet. Der gepflasterte Schlossplatz war der Standort des früheren Jagdschlosses. Er bildet den Schnittpunkt zwischen Stadt und Schlossbezirk, in den die Hauptstraße des Ortes im schrägen Winkel einmündet. Den gestalterischen Höhepunkt dieses Bereichs bildet die aus dem Wasser des Großen Kanals gespeiste, rund 70 Meter breite Kaskade mit dem anschließenden Bassin. Sie geht in ihrem Ursprung auf eine zu Beginn der Erweiterungsarbeiten in Ludwigslust durch Busch errichtete, hölzerne Kaskade zurück, die mit mehreren großen Obelisken geschmückt war. Ihre heutige Gestalt erhielt sie ab 1780, nachdem die hölzernen Bauteile durch haltbarere Elemente aus Granit ersetzt worden waren. Den Skulpturenschmuck der Kaskade schuf Rudolf Kaplunger, die Figuren der mittleren Gruppe sind Allegorien auf die Flüsse Stör und Rögnitz. Die nördlich gelegene, mit Sandsteinvasen geschmückte Schlossbrücke geht ebenfalls auf Kaplunger zurück. Da in diesem Bereich kein Wasser zur Verfügung stand, wurde von 1756 bis 1760 ein 28 Kilometer langer Kanal angelegt. Dessen Wasser speist die Kaskade, die Teiche und sämtliche Wasserspiele in dem Park. Sie erhalten den nötigen Druck ausschließlich durch das natürliche Gefälle des Kanals. Am südwestlichen Rand des Schlossplatzes befindet sich die Alte Wache, ein im spätklassizistischen Rundbogenstil errichteter Pavillon von Ludwig Wachenhusen (1818–1889). Das 1853 errichtete Gebäude diente als Verwaltungsbau der Schlosswachen und beherbergt gegenwärtig ein Restaurant. Wenige Schritte hinter der Alten Wache steht der Kleine Marstall, den Johann Georg Barca 1821 ebenfalls im Rundbogenstil errichtete. Das ehemalige herzogliche Stallgebäude ist Sitz des Schlossarchivs. Es hatte ein Pendant mit dem umfangreicheren Großen Marstall am östlichen Ende der Schloßstraße, der infolge baulicher Vernachlässigung nach dem Ende des Zweiten Weltkriegs abgetragen werden musste. Am nordöstlichen Rand des Schlossplatzes befindet sich das Spritzenhaus, ein wiederum auf Barca zurückgehender Bau von 1821, der ursprünglich als Orangerie der Aufnahme von Gartenpflanzen diente.
Auf den rechteckigen Schlossplatz folgt der ovale Bassinplatz, dessen Mittelpunkt ein großes Wasserbecken bildet. Die angrenzenden Häuserzeilen und die östlichen und westlichen Straßenzüge folgen dem Schwung des Platzverlaufs, die Gebäude wurden unter Busch als Stadthäuser für Hofbeamte errichtet. Der östliche Baukomplex, das mehrflügelige Prinzenpalais, diente der herzoglichen Familie als zusätzlicher Wohnraum. Das frühklassizistische Bauwerk wurde im März 2011 durch einen Brand beschädigt, nach der Sanierung wird das Palais altersgerechte Wohnungen aufnehmen. Südlich des Bassins verengt sich die Platzfläche in eine mit Alleen bepflanzte Sichtschneise, auf der 1953 ein Ehrenmal zur Erinnerung an die Opfer des Konzentrationslager Wöbbelin aufgestellt wurde. Rund 500 Meter vom Schloss entfernt befindet sich die ehemalige Schlosskirche und heutige Stadtkirche. Der evangelische Sakralbau gehört heute zum Kirchenkreis Parchim. Der Vorgängerbau des Gotteshauses befand sich weiter nördlich an der heutigen Schloßstraße; es handelte sich um eine mittelalterliche Dorfkirche, die zugunsten des Ausbaus der Residenzstadt abgebrochen wurde. Nachdem die Hofgottesdienste zeitweilig im Jagdsaal des alten Schlosses abgehalten wurden, erhielt Johann Joachim Busch anlässlich der Verlegung der Residenz von Schwerin nach Ludwigslust den Auftrag für den Neubau einer Hofkirche. Seine ersten Entwürfe sahen ein ungewöhnliches Bauwerk in Form einer ägyptischen Pyramide vor, das der Herzog jedoch ebenso wie einen freistehenden Glockenturm nach Vorbild der römischen Trajanssäule als zu exotisch ablehnte. Die schließlich in traditionelleren Formen erbaute Schlosskirche war das erste große Bauprojekt im Zuge der Residenzverlegung; sie wurde von 1765 bis 1770 errichtet. In der Bauzeit stand die von flankierenden Bürgerhäusern umgebene Schlosskirche noch gegenüber dem alten Jagdschloss, das erst einige Jahre später abgerissen wurde.

## Schlosspark

### Französischer Garten

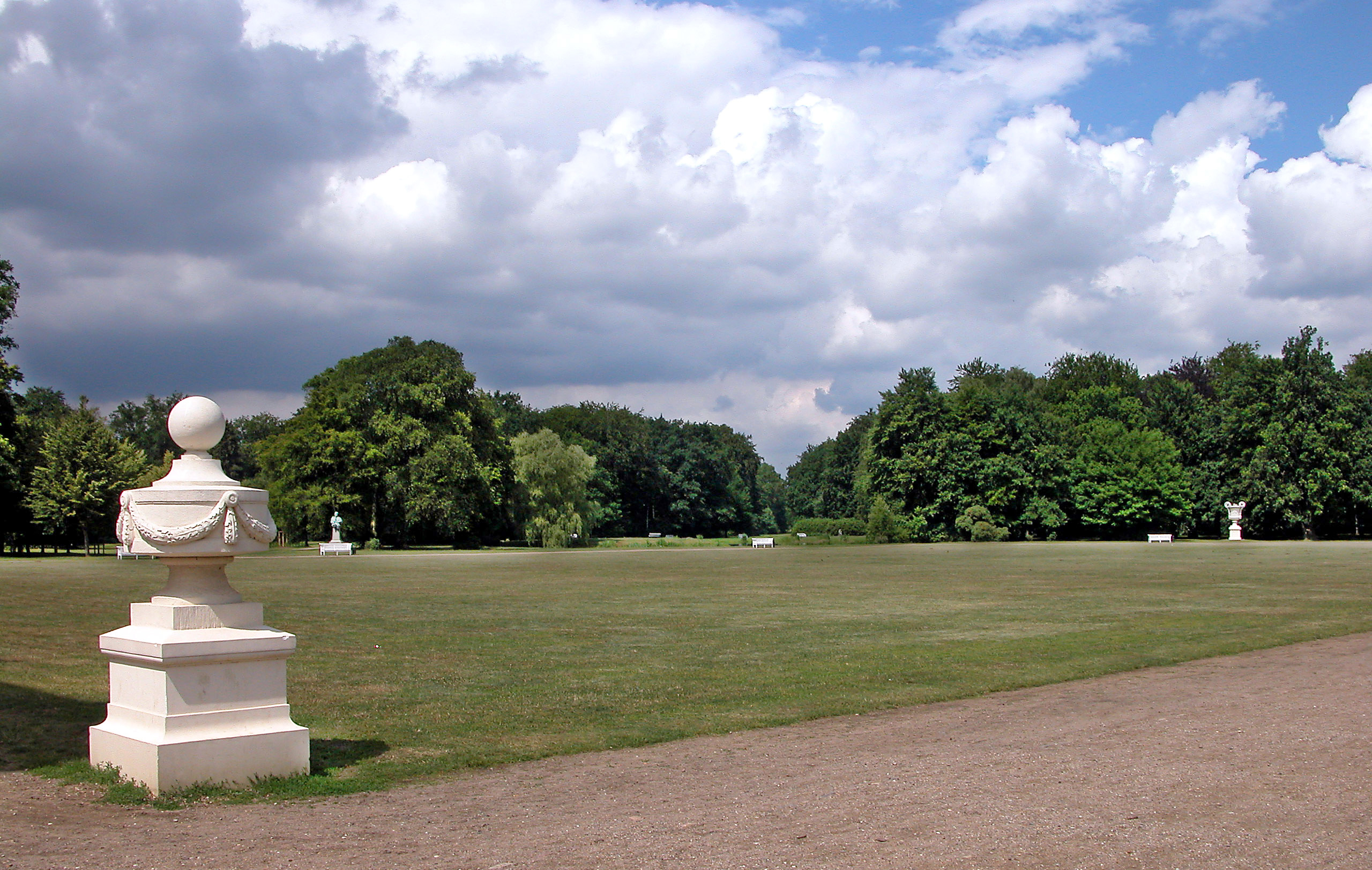
Schlossgarten

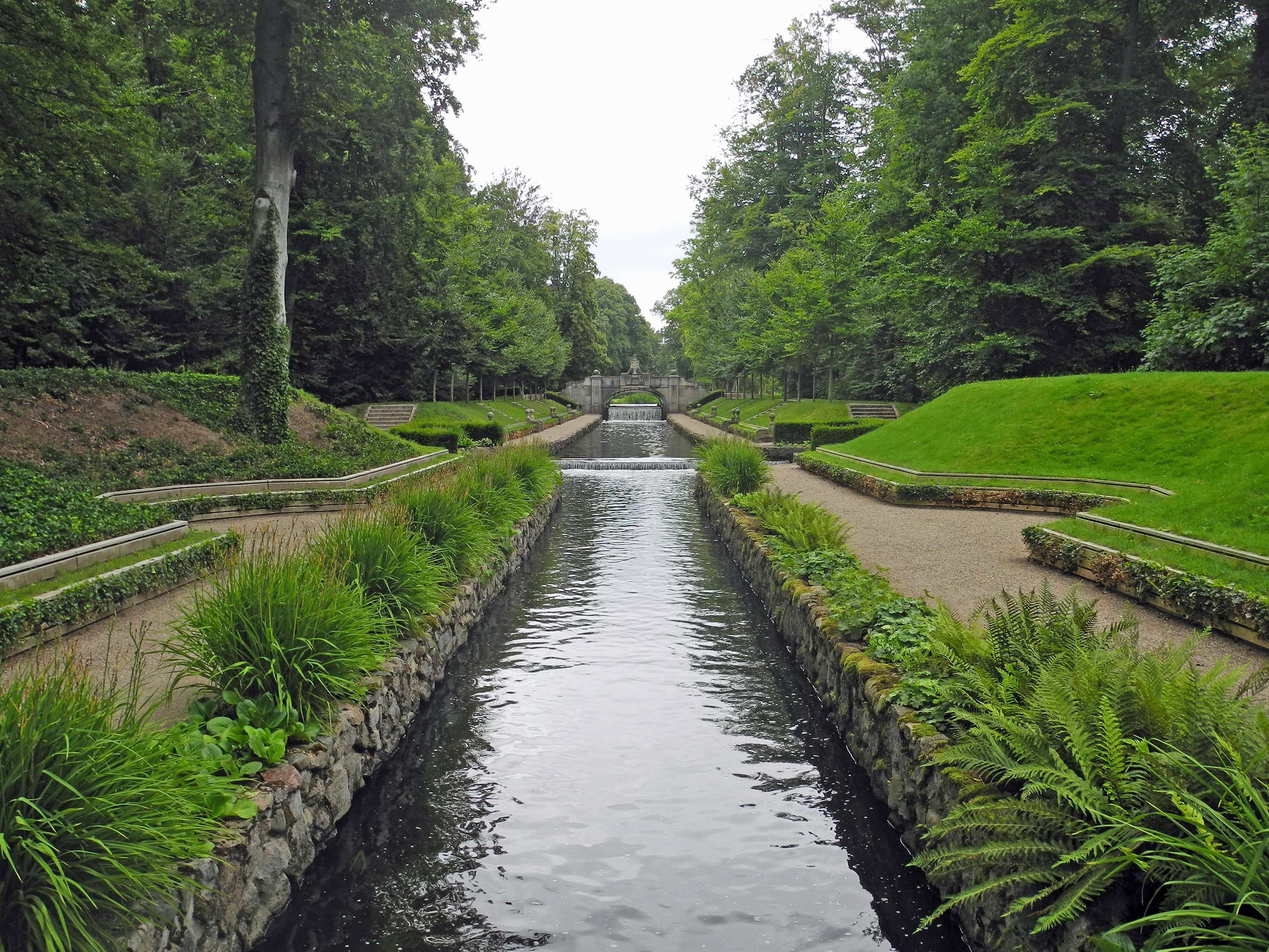
Großer Kanal

Die Gärten des Schlosses entstanden in einem Zeitraum von etwas mehr als 100 Jahren. Aus einem bescheidenen Garten nördlich des Jagdschlosses entwickelte sich bis zum Ende des 18. Jahrhunderts ein formal gestalteter Französischer Garten, der in mehreren Abschnitten von 1785 bis zur Mitte des 19. Jahrhunderts in einen landschaftlich gestalteten Englischen Garten umgewandelt wurde. Der Schlosspark ist seitdem in seiner Grundstruktur unverändert, lediglich kleinere Bereiche wie die Sondergärten rund um das Schweizerhaus oder der sogenannte Blumengarten gingen im Laufe der Jahrzehnte verloren und wurden zum Teil erst in der Gegenwart rekonstruiert. Heute ist die Parkanlage mit etwa 127 Hektar Fläche die größte ihrer Art in Mecklenburg-Vorpommern.
Einen ersten bescheidenen Lustgarten ließ Herzog Christian Ludwig II. um 1735 durch Johann Friedrich Künnecke anlegen. Er bestand aus einem rechteckigen, von Hainbuchengängen umgebenen Parterre, Lindenalleen und einem mit Pavillons geschmückten Festplatz. Von 1747 bis 1750 entstand nordöstlich des Schlosses ein Pumpenhaus zum Betrieb der Wasserspiele, das als Natureum heute musealen Zwecken dient und das älteste erhaltene Gebäude der Stadt Ludwigslust ist. Der großflächige Ausbau des Schlossparks erfolgte in der Regierungszeit Herzog Friedrichs von 1764 bis 1776 unter der Leitung Johann Joachim Buschs. Die Entwürfe stammten sowohl von Busch selbst als auch von seinem Vorgänger Legeay. Legeays Pläne sahen zahlreiche Boskette, bepflanzte Parterres und Labyrinthe vor, die den Schlossbereich regelrecht eingeschlossen hätten. Der Platz zwischen Schloss und Hofkirche war als riesenhafter, von Gärten flankierter Wegestern konzipiert und die Grünanlagen nördlich des Schlosses sollten von vierfachen Alleen gerahmt werden. Die Entwürfe erwiesen sich jedoch als zu aufwendig für die finanziellen Möglichkeiten des Mecklenburger Herzogtums, zudem war Busch zwischenzeitlich erster Hofbaumeisters geworden und hatte seinen Vorgänger verdrängt.
Um in der eigentlich trockenen Region der Griesen Gegend ausreichend Wasser für die Fontänen und Kaskaden zur Verfügung zu haben, wurde von 1756 bis 1760 der 28 Kilometer lange Ludwigsluster Kanal von der Stör bis zur Rögnitz ausgehoben. Er diente zugleich als Transportweg für das benötigte Baumaterial der 1764 begonnenen Arbeiten. Zur Unterbringung eines Wasserbehälters und der Pumpenanlagen für die Fontänen entstand 1751–1753 im hinteren Parkbereich ein Fontänenhaus nach Plänen von Legeay. Das Fontänenhaus gilt als ältestes Gebäude der Stadt Ludwigslust und konnte 2004/2005 saniert werden. Wie sich Plänen von 1763/64 entnehmen lässt, bestand der nach dem Muster französischer Schlossparks angelegte Gartenbereich aus einer zentralen Hauptachse und mehreren Nebenachsen. Auf zwei an das Schloss anschließende Boulingrins folgten Broderieparterres und die Hofdamenallee, die möglicherweise durch einen Graben als Abzweigung des Großen Kanals ergänzt werden sollte und als zentrale Sichtachse mit dem Schloss und der Hofkirche eine durchgehende Linie bildete. Den Garten zierten Skulpturen nach antiken Vorbildern römischer Kaiser, die aus dem Ludwigsluster Carton gefertigt und wetterfest imprägniert waren. Östlich des Schlosses, an das Pumpenhaus grenzend, befand sich der formal gestaltete Küchengarten, westlich das naturbelassene, von Schneisen durchzogene und mit einem vierzehnstrahligen Jagdstern versehene herzogliche Jagdrevier. Mit der Umgestaltung der Gärten in einen Landschaftspark vom Ende des 18. bis in die Mitte des 19. Jahrhunderts ging die spätbarocke Gestalt der Anlage verloren, Teile der Grundstruktur blieben jedoch bis in die Gegenwart erhalten. Von den einstigen strahlenförmigen Sichtachsen sind die Hofdamenallee, der Große Kanal und der zweiseitig von Wasser umgebene Johannisdamm die Hauptachsen des Gartens; mit der Friedrich-Naumann-Allee ist eine weitere Sichtachse im Ludwigsluster Stadtgebiet aufgegangen. Thomas Nugent schrieb 1755 über die Gartenanlagen:

„Ich muss gestehen, dieser Ort hat alle meine Erwartungen bei weitem übertroffen. Ich brachte den ganzen Vormittag damit zu, um alle bezaubernden Schönheiten desselben zu besehen. Wahrlich, der Anblick all dieser Seltenheiten riß mich so hin, daß ich sie nachher alle Tage auf neue besehen habe und mich dünkt, ich fand jedesmal immer wieder etwas neues.“

### Englischer Garten

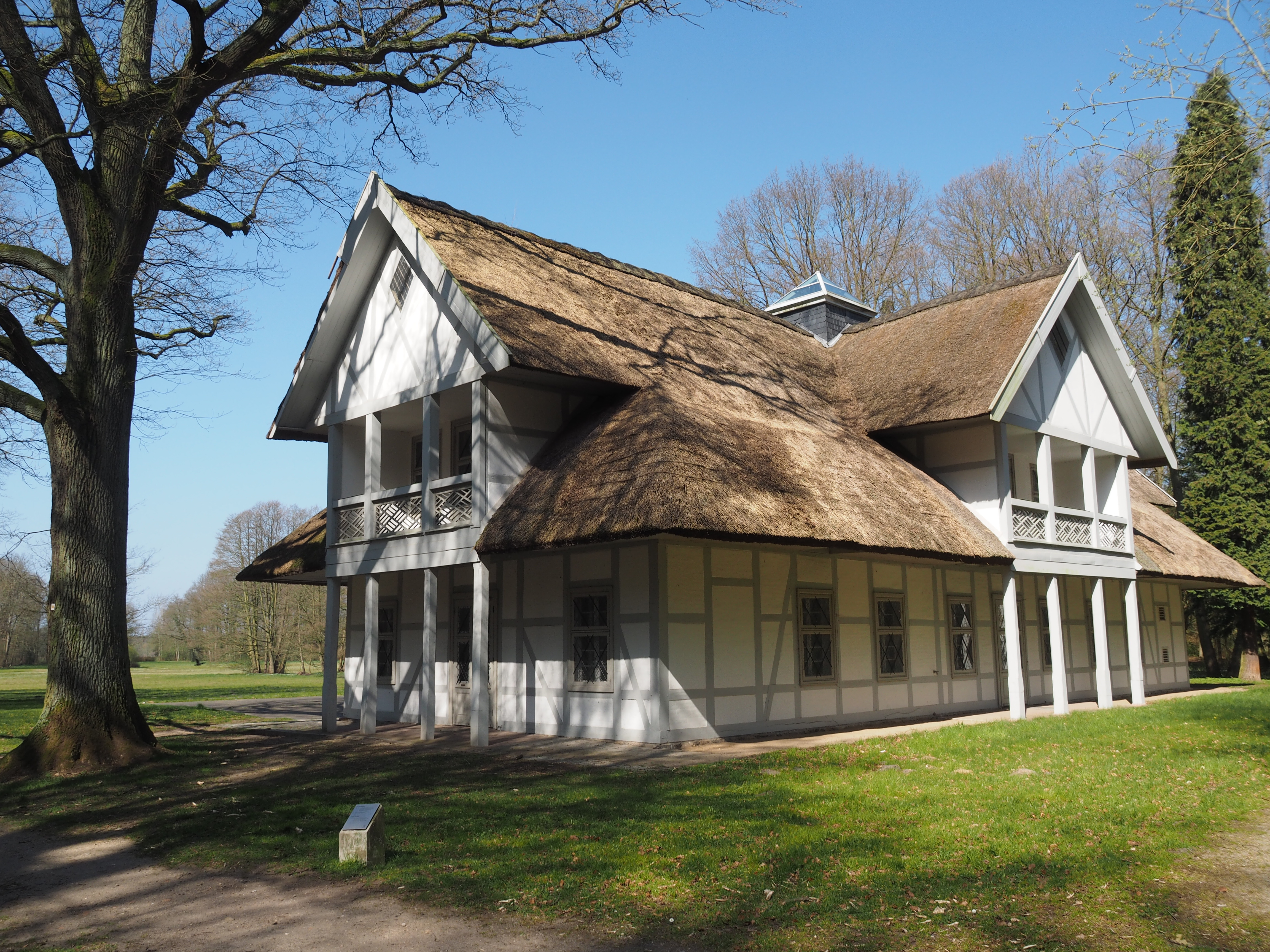
Schweizerhaus

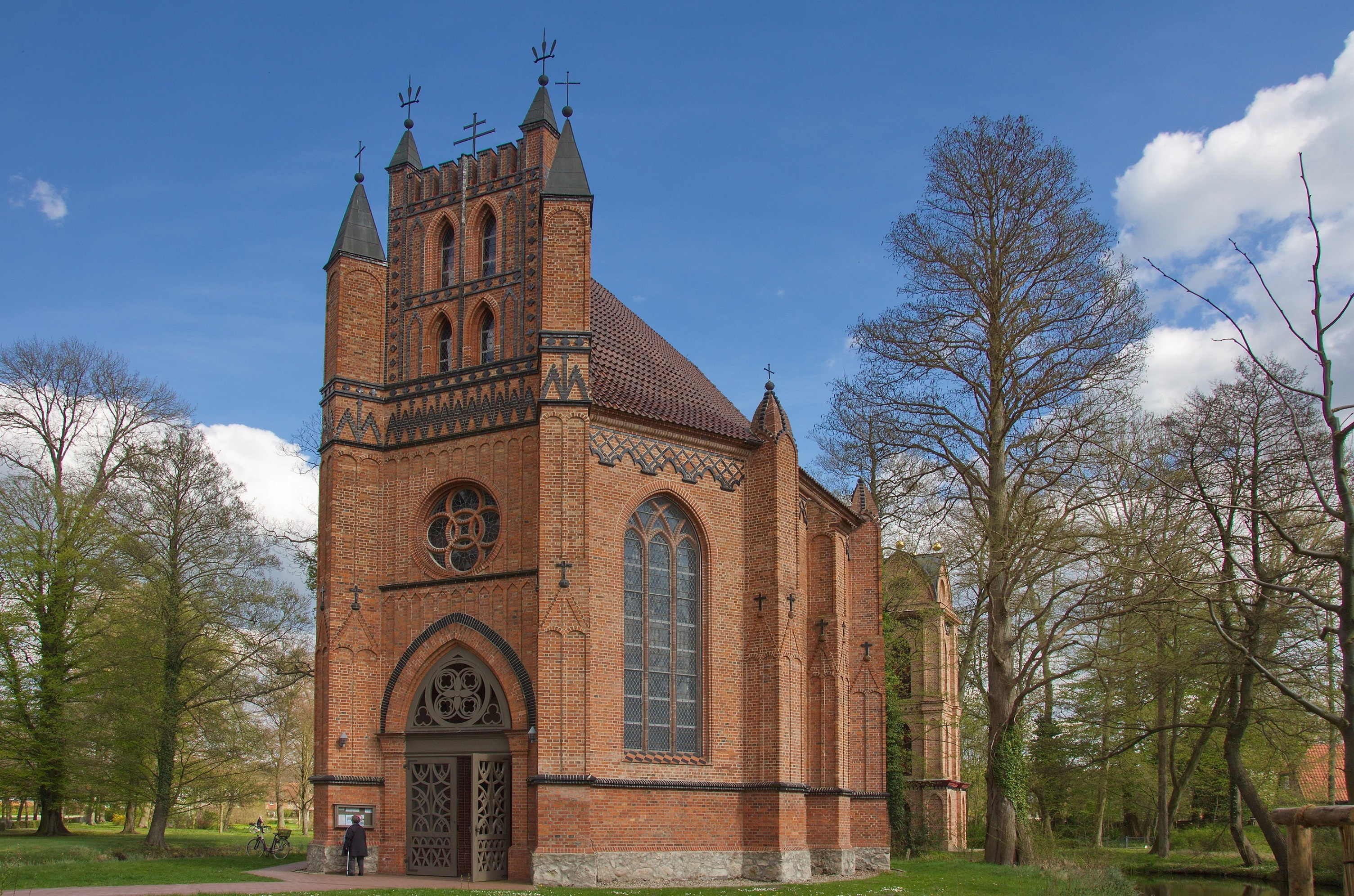
Katholische Kirche

Der kaum vollendete Rokokogarten war am Ende der Regierungszeit Herzog Friedrichs aus der Mode gekommen und entsprach nicht mehr dem Geschmack des ausgehenden 18. Jahrhunderts. Noch im Todesjahr des Herzogs ließ sein Nachfolger Friedrich Franz I. ab 1785 erste Umgestaltungen im damals neuen Stil Englischer Landschaftsgärten durch Johann Joachim Busch vornehmen. Der Hofbaumeister lichtete die Baumgruppen beiderseits der Hofdamenallee, ließ natürliche Senken im Gelände zu Seen und Teichen erweitern und verband die nördlichen Gartenbereiche durch gewundene Wege. Der entstehende Park wurde im Sinne der Empfindsamkeit durch zahlreiche Staffagebauten wie der ab 1788 errichteten Grotte und dem ab 1789 erbauten Schweizerhaus ergänzt. In den 1840er Jahren wünschte der nunmehr regierende Herzog Friedrich Franz II. eine Erneuerung der Gartenanlagen und ließ 1843 den Ludwigsluster Gärtner Franz Wilhelm Benque Pläne für eine Umgestaltung entwerfen. Die Entwürfe fanden keine Berücksichtigung, doch ließ der Herzog ab 1850 durch den Schweriner Hofgärtner Theodor Klett westlich des Schlosses rund um den Teepavillon den Blumengarten anlegen. 1852 präsentierte der preußische Landschaftsarchitekt Peter Joseph Lenné Neugestaltungspläne, welche die Zustimmung des Großherzogs fanden und in ihrer Ausführung als Meisterwerk aus Lennés Spätphase gelten. Lenné verband die bis dahin voneinander getrennten alten und neuen Gartenbereiche durch ein übergeordnetes Konzept. Er schuf eine als natürlich gewachsen erscheinende Landschaft, indem er ausgedehnte Rasenflächen anlegte und die einzelnen Wasserflächen des Parks durch künstliche Bäche verband. Die vorhandenen Fragmente des alten Barockgartens wie die Einsamer Mönch genannte Fontäne oder die 24 Wassersprünge integrierte er in die Sichtachsen und ergänzte sie durch seltene Gehölze wie Sumpfzypressen, Tulpenbäume und Flügelnüsse.
Die gesamte Gartenanlage ist mit zahlreichen größeren und kleineren Bauwerken geschmückt, die zum Teil in den Gärten verborgen als Überraschungsmoment, zum Teil schon von Weitem sichtbar als Blickfänge dienen. Bereits im Barockgarten des Jagdschlosses befanden sich kleinere Pavillons und ein Lusthaus, von denen jedoch keine Spuren mehr vorhanden sind. Durch Kriegsschäden und Verfall gingen nach 1945 außerdem der im chinesischen Stil errichtete Affentempel von 1770 und der Rosentempel aus dem 19. Jahrhundert verloren. Zu den ältesten erhaltenen Gartenarchitekturobjekten gehört die östlich der Hofdamenallee gelegene Grotte von 1788. Sie ist ein unter Johann Joachim Busch errichtetes Bauwerk aus Raseneisenstein, das als künstliche Ruine an die Vergänglichkeit des Menschen im Sinne Rousseaus erinnern und sentimentale Gefühle wecken soll. Neben ihrer romantisch-dekorativen Funktion diente sie als Eiskeller auch praktischen Zwecken. Westlich der Hofdamenallee, auf Höhe der Grotte befindet sich das Schweizerhaus, ein im Cottagestil um 1790 erbautes Gebäude, das Busch als Sommerhaus für Herzogin Luise errichtete. Das Schweizerhaus wurde im 19. Jahrhundert zeitweise vermietet, später diente es als Tagungsgebäude und im 20. Jahrhundert zeitweise als Jugendherberge. Das neunachsige Bauwerk ist durch dreiachsige Mittelrisalite betont, durch seine einfache Ausführung in Fachwerk und das mit Reet gedeckte Dach aber bewusst einfach gehalten. Im Inneren ist die alte Raumstruktur weitgehend erhalten geblieben. Im Dachgeschoss befindet sich ein großer Festsalon, der mit alpinen Szenen und Wappen Schweizer Kantone ausgeschmückt ist. Das Schweizerhaus verweist mit seinen schlichten Bauformen und Materialien auf die für das ausgehende 18. Jahrhundert typische ferme ornée im Stil der Hameaus von Versailles und Chantilly. Um die romantische Inszenierung eines ruralen Landsitzes zu perfektionieren, wurden auf den Rasenflächen rund um das Sommerhaus zeitweise Rinder gehalten. Der Schriftsteller Stephan Schütze beschrieb die ländliche Idylle in einem Reisebericht von 1812:

„Die Partie des Gehölzes ist mit Schweizerhütten besetzt, feiste und schön kolorierte Schweizerkühe weiden unter den Bäumen, von Hirten bewacht und gepflegt […]. Es ist nicht viel zu sehen, aber viel Hübsches; der Ländlichkeit des Ortes und seiner Bestimmung angemessen.“

### Ensemblebauten

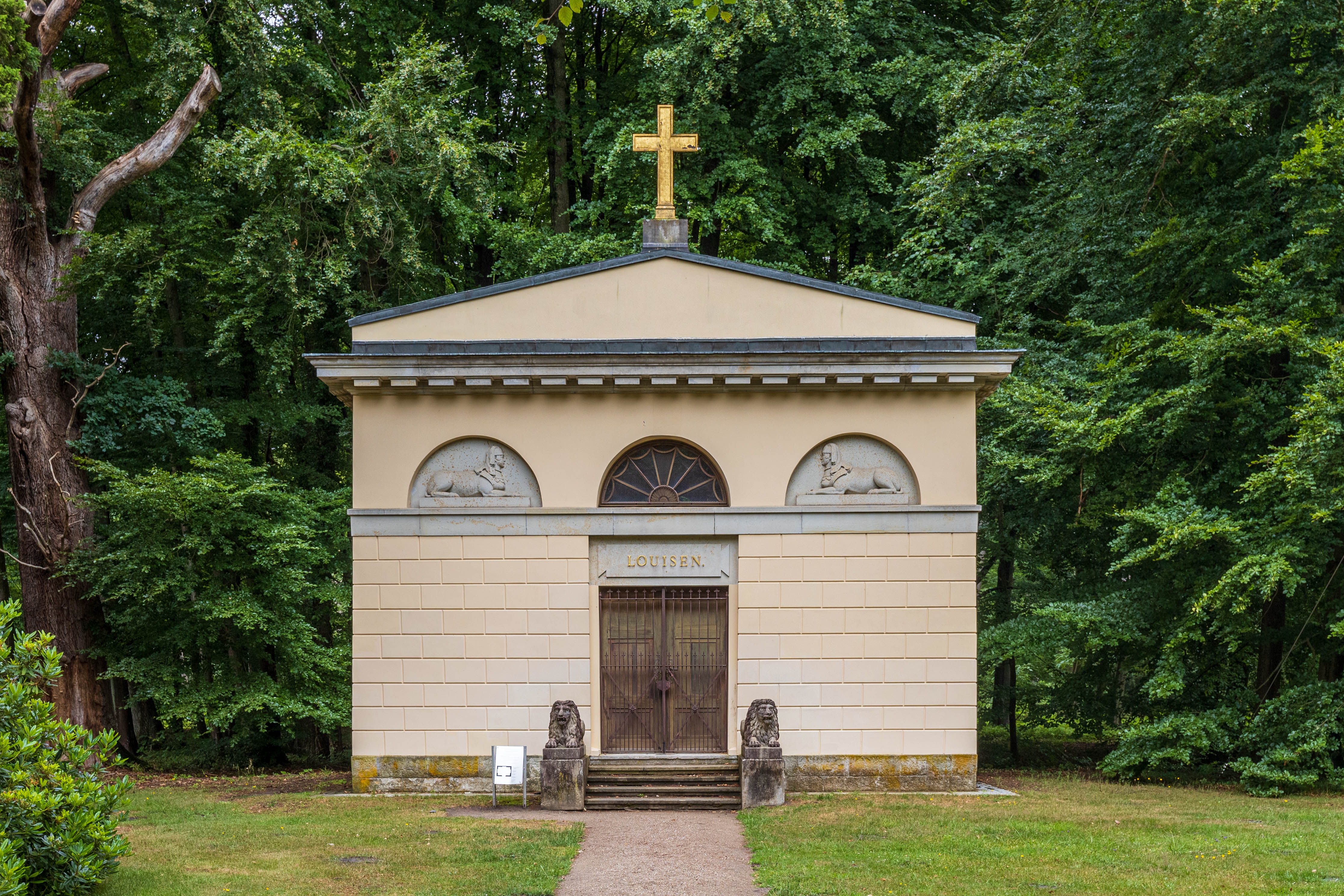
Louisen-Mausoleum

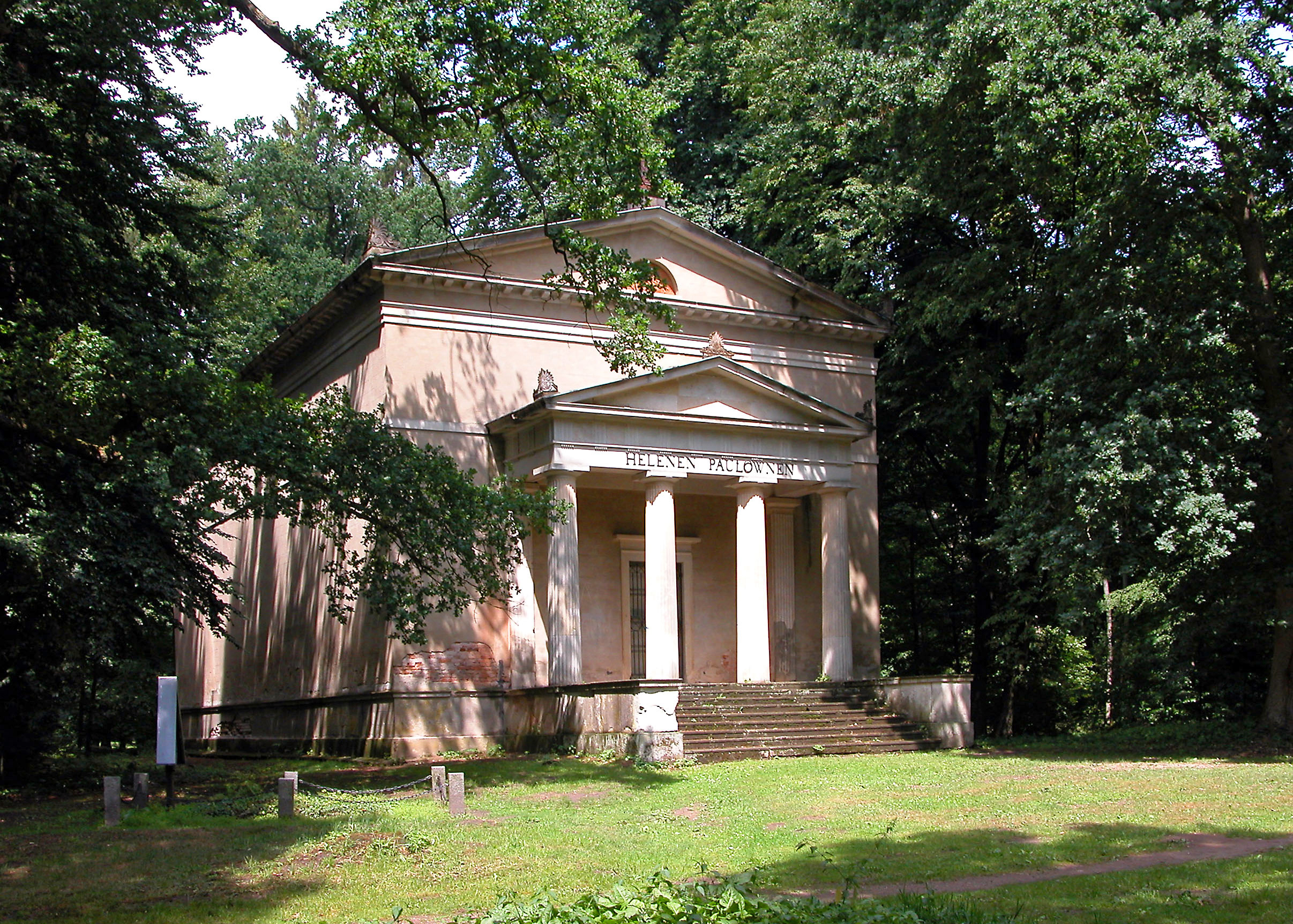
Helenen-Paulownen-Mausoleum

Rund 200 Meter südlich des Schweizerhauses befindet sich das Louisen-Mausoleum, in dem die 1808 verstorbene Herzogin bestattet wurde. Das 1810 vollendete Gebäude geht auf Entwürfe Barcas zurück und ist ein im Empirestil errichteter Tempel nach dem Vorbild ähnlicher Bauten von Friedrich Gilly. Auf das Mausoleum und die Teichanlage folgt südlich der Blumengarten, der in seiner Konzeption als privater Lustgarten der herzoglichen Familie aus der Mitte des 19. Jahrhunderts stammt. Nachdem dieser Bereich viele Jahrzehnte anders genutzt worden war und seine ursprüngliche Gestalt verloren hatte, wurde er 2009 rekonstruiert. Seinen Mittelpunkt bildet ein offener achteckiger Teepavillon. Der Blumengarten wird im Westen vom südlichen Ende des Schlossteichs begrenzt, auf dessen künstlicher Insel sich die katholische Kirche St. Helena befindet. Das unter Buschs Nachfolger Johann Christoph Heinrich von Seydewitz von 1804 bis 1808 errichtete Gotteshaus war der erste neogotische Kirchenbau Mecklenburgs. Der Bau war nötig geworden, nachdem am Hof zahlreiche Künstler und Musiker aus dem süddeutschen Raum Beschäftigung gefunden hatten, später konvertierten auch einige Mitglieder der herzoglichen Familie zur katholischen Kirche. In die Fenster sind einige Glasmalereien des abgerissenen Mariendoms in Hamburg eingefügt, die nach Westen zeigende Eingangsfassade dient als Point de vue des Johannisdamms. Die pittoresk im Wasser stehende Kirche hat einen solitär stehenden Glockenturm auf dem Festland auf der anderen Seite des Teichs. Der im Stil der Backsteingotik errichtete Turm wurde vom Baumeister Barca 1817 vollendet.
Im südlichen Bereich des Schlossparks, hinter dem Kleinen Marstall, befindet sich ein weiterer Kirchenbau. Das Helenen-Paulownen-Mausoleum wurde 1804 bis 1806 für die Großfürstin Helena Pawlowna, Gemahlin des Erbprinzen Friedrich Ludwig von Mecklenburg und Tochter von Zar Paul I. errichtet und enthielt zugleich eine kleine russisch-orthodoxe Kapelle. Es ist ein klassizistischer Tempelbau, für dessen Errichtung vermutlich der französische Architekt Joseph Ramée verantwortlich zeichnete. Im gesamten Park befinden sich zahlreiche Denkmäler und Standbilder. Das von Rudolf Kaplunger um 1788 gefertigte Denkmal für Herzog Friedrich den Frommen nördlich der Grotte ist eine von einem schmiedeeisernen Schmuckzaun eingefasste Sandsteingruppe auf einem Piedestal. Das Denkmal stand einst auf einer kleinen von Pappeln umgebenen Insel, deren Wassergräben später zugeschüttet wurden. Eine an Großherzog Friedrich Franz III. erinnernde Büste von Hugo Berwald befindet sich seit 1936 am Übergang des Rasenparterres zum Blumengarten, ein Bronzestandbild seines Ururgroßvaters Friedrich Franz I. steht auf dem Schlossplatz vor dem Altan. Das Pferdedenkmal am Forsthaus ist ein vor 1785 erbautes Grabmal für das Lieblingspferd des Herzogs Friedrich; ein 1922 geweihtes Ehrenmal von Hugo Berwald erinnert an die gefallenen Mitglieder des Jägerbataillons.